# Saison 2014-2015 de l'ASM Clermont Auvergne
Cette page présente la saison 2014-2015 de l'ASM Clermont Auvergne en Top 14 et en ERCC1.

## Entraîneurs
L'ASM Clermont Auvergne est placée dès le début de la saison sous la direction de Franck Azéma, celui-ci bénéficiant du départ de Vern Cotter en Écosse. Promu no 1 de l'encadrement technique du club, il garde néanmoins sa fonction d'entraîneur des lignes arrières de l'équipe auvergnate. Il a la lourde tâche de faire un parcours aussi brillant que son prédécesseur Vern Cotter, reconnu notamment pour avoir conduit l'ASM au titre de champion de France en 2010 et pour avoir participé à quatre autres finales de compétitions majeures (3 en Top 14 et 1 en H Cup). Pour cela, Franck Azéma, entraîneur en chef, est secondé par deux adjoints : Jono Gibbes (ancien entraîneur du Leinster), qui est chargé de l'entraînement des avants, et Xavier Sadourny (ancien entraîneur du Lyon OU, arrivé en 2013) qui continue d'entraîner les équipes du centre de formation de l'ASM.

## Transferts[4],[5],[6]

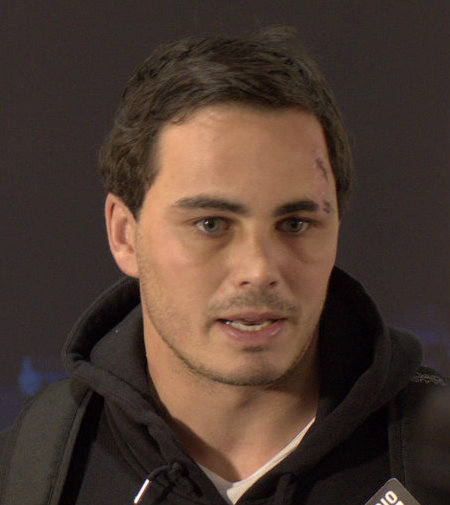
Zac Guildford devra déployer tous ses talents, qui font de lui un finisseur hors pair, afin de faire briller l'attaque clermontoise.

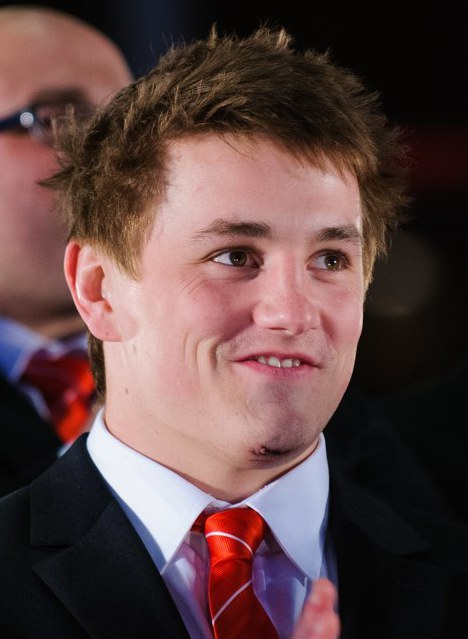
Jonathan Davies, centre international du Pays de Galles, constitue indéniablement la grosse recrue de l'ASM.

Le transfert majeur de l'ASM cette saison sera celui de Vern Cotter, entraîneur emblématique de l'équipe auvergnate, renommé pour être le seul à avoir obtenu le titre de champion de France avec Clermont en 2010, qui rejoindra la direction de l'équipe d'Écosse au poste de sélectionneur et d'entraîneur. Il sera remplacé par Franck Azéma au poste d'entraîneur en chef (celui-ci continuera cependant à entraîner les lignes arrières de l'ASM). Jono Gibbes quant à lui, arrivera, en provenance du Leinster, dans le but d'entraîner les avants.
Au niveau de l'effectif, l'ASM a opté cette saison pour un certain allègement du nombre de joueurs. Malgré la prolongation de nombreux joueurs cadres ayant acquis une grande expérience tels que Brock James, Julien Bonnaire ou encore Thomas Domingo, on notera 16 départs dont celui de trois grands joueurs, très utilisés la saison dernière : il s'agit de Sitiveni Sivivatu qui a signé un contrat de trois ans chez le vice champion de France, le Castres olympique, de Gerhard Vosloo qui s'est engagé pour deux saisons au RC Toulon, champion de France et d'Europe en titre, et de Lee Byrne qui a signé deux ans à Newport.
Pour compenser ces départs, l'ASM a attiré certains joueurs de renommée internationale, compatibles avec le jeu d'attaque clermontois. Ainsi, l'équipe auvergnate comptera dans ses rangs cette saison Jonathan Davies, centre du Pays de Galles. Ce joueur rapide, excellent techniquement, solide en défense et doté de très bons appuis devra essayer de tirer vers le haut le jeu d'attaque de l'ASM qui s'était un peu étiolé la saison dernière. Dans ce même registre, l'arrivée du néo-zélandais Zac Guildford, champion du monde en 2011, devra compenser le départ de Sitiveni Sivivatu. Cet ailier, redoutable finisseur, sera d'autant plus motivé qu'il a réalisé une saison blanche avec les Crusaders. D'autre part, l'arrivée de Nick Abendanon à l'arrière constituera une très bonne solution au départ de Lee Byrne. Le 2e ligne du xv de France Sébastien Vahaamahina devra, quant à lui, pallier le départ de Nathan Hines parti à Sale. Enfin, l'international français Camille Lopez, offrira une alternative de choix à Brock James.

## Effectif 2014-2015
Pour la saison 2014-2015, l'effectif de l'ASM Clermont Auvergne compte 37 joueurs possédant un contrat professionnel dont 23 JIFF. 28 internationaux figurent dans l'équipe dont 17 internationaux Français. Le capitanat est assuré par Damien Chouly. Il est suppléé par Julien Pierre et Julien Bonnaire.
| Nom                   | Poste            | Naissance         | Nationalité sportive | International | Dernier club           | Arrivée club |
| --------------------- | ---------------- | ----------------- | -------------------- | ------------- | ---------------------- | ------------ |
| Benjamin Kayser       | Talonneur        | 26 juillet 1984   | France               |               | Castres olympique      | 2011         |
| Ti'i Paulo            | Talonneur        | 13 janvier 1983   | Samoa                |               | Crusaders              | 2010         |
| John Ulugia           | Talonneur        | 17 janvier 1986   | Australie            |               | US bressane            | 2014         |
| Vincent Debaty        | Pilier           | 2 octobre 1981    | France               |               | SU Agen                | 2007         |
| Thomas Domingo        | Pilier           | 20 août 1985      | France               |               | Formé au club          | 2004         |
| Raphaël Chaume        | Pilier           | 24 avril 1989     | France               |               | Pays d'Aix rugby club  | 2008         |
| Clément Ric           | Pilier           | 18 juillet 1988   | France               |               | Formé au club          | 2008         |
| Daniel Kotze          | Pilier           | 28 mars 1987      | France               |               | Stade aurillacois      | 2011         |
| Davit Zirakashvili    | Pilier           | 20 septembre 1983 | Géorgie              |               | RC Aubenas             | 2004         |
| Jamie Cudmore         | Deuxième ligne   | 6 septembre 1978  | Canada               |               | FC Grenoble            | 2005         |
| Loïc Jacquet          | Deuxième ligne   | 31 mars 1985      | France               |               | Formé au club          | 2004         |
| Julien Pierre         | Deuxième ligne   | 31 juillet 1981   | France               |               | CS Bourgoin-Jallieu    | 2008         |
| Paul Jedrasiak        | Deuxième ligne   | 6 février 1993    | France               |               | Formé au club          | 2013         |
| Sébastien Vahaamahina | Deuxième ligne   | 21 octobre 1991   | France               |               | USA Perpignan          | 2014         |
| Damien Chouly         | Troisième ligne  | 27 novembre 1985  | France               |               | USA Perpignan          | 2012         |
| Julien Bardy          | Troisième ligne  | 3 avril 1985      | Portugal             |               | Formé au club          | 2009         |
| Julien Bonnaire       | Troisième ligne  | 20 septembre 1978 | France               |               | CS Bourgoin-Jallieu    | 2007         |
| Alexandre Lapandry    | Troisième ligne  | 13 avril 1989     | France               |               | Formé au club          | 2008         |
| Viktor Kolelishvili   | Troisième ligne  | 9 octobre 1989    | Géorgie              |               | Lyon OU                | 2014         |
| Julien Kazubek        | Troisième ligne  | 16 juin 1992      | France               |               | Formé au club          | 2013         |
| Fritz Lee             | Troisième ligne  | 29 août 1988      | Samoa                |               | Chiefs                 | 2013         |
| Morgan Parra          | Demi de mêlée    | 15 novembre 1988  | France               |               | CS Bourgoin-Jallieu    | 2009         |
| Ludovic Radosavljevic | Demi de mêlée    | 17 août 1989      | France               |               | Formé au club          | 2008         |
| Thierry Lacrampe      | Demi de mêlée    | 23 février 1988   | France               |               | Castres olympique      | 2013         |
| Brock James           | Demi d'ouverture | 22 octobre 1981   | Australie            |               | Western Force          | 2006         |
| Mike Delany           | Demi d'ouverture | 15 juin 1982      | Nouvelle-Zélande     |               | Panasonic Wild Knights | 2013         |
| Camille Lopez         | Demi d'ouverture | 3 avril 1989      | France               |               | USA Perpignan          | 2014         |
| Benson Stanley        | Centre           | 11 novembre 1984  | Nouvelle-Zélande     |               | Blues                  | 2012         |
| Jonathan Davies       | Centre           | 5 octobre 1988    | Pays de Galles       |               | Llanelli Scarlets      | 2014         |
| Aurélien Rougerie     | Centre           | 26 septembre 1980 | France               |               | Formé au club          | 2001         |
| Noa Nakaitaci         | Centre           | 11 juillet 1990   | France               |               | Formé au club          | 2011         |
| Wesley Fofana         | Centre           | 20 janvier 1988   | France               |               | Formé au club          | 2008         |
| Julien Malzieu        | Ailier           | 4 mai 1983        | France               |               | Formé au club          | 2002         |
| Napolioni Nalaga      | Ailier           | 7 avril 1986      | Fidji                |               | Western Force          | 2014         |
| Zac Guildford         | Ailier           | 8 février 1989    | Nouvelle-Zélande     |               | Crusaders              | 2014         |
| Jean Marcellin Buttin | Arrière          | 16 décembre 1991  | France               |               | Formé au club          | 2010         |
| Nick Abendanon        | Arrière          | 27 août 1986      | Angleterre           |               | Bath                   | 2014         |

## La saison

### Objectifs de la saison
L'objectif majeur de l'équipe auvergnate sera le même que les années précédentes : gagner des titres dans les deux grandes compétitions que disputeront les clermontois cette saison (le Top 14 et la H Cup). Dans une moindre mesure, il s'agira d'accéder aux phases finales de Top 14 (performance toujours réalisée depuis 8 saisons) et de H Cup.

### Pré-saison
La reprise de l'entraînement se déroule le 7 juillet 2014 après plus d'un mois de coupure pour les joueurs en présence de certaines nouvelles recrues comme Zac Guildford, Nick Abendanon ou Camille Lopez tandis que les internationaux, de retour de tournée, sont en vacances. Le groupe part ensuite à Falgos dans les Pyrénées-Orientales pour effectuer un stage de préparation de huit jours. Cependant, dans la nuit du samedi 19 au dimanche 20 juillet, alors que le groupe faisait une halte à Millau avant de rejoindre leur lieu de stage, trois clermontois sont pris à partie dans un guet-apens. Aux environs de trois heures du matin, alors que Benjamin Kayser, Aurélien Rougerie et Julien Pierre sortent d'une boîte de nuit pour rejoindre leur hôtel, une dizaine de personnes les attaquent avec diverses armes tranchantes telles que des machettes, des sabres et des pelles. Aurélien Rougerie et Benjamin Kayser reçoivent des coups aux bras, Julien Pierre à une hanche. Les trois joueurs sont hospitalisés. Le cas le plus sérieux est celui de Julien Pierre, nécessitant une opération. La durée d'indisponibilité des trois rugbymen est alors estimée à un mois. Le club se dit « profondément choqué et indigné » par cet incident dont les circonstances demeurent assez floues et se dit prêt à porter plainte. Globalement, les joueurs s'en sortent bien : « Plus de peur que de mal, on s'en sortira avec quelques points de sutures », commente Aurélien Rougerie qui rejoint ses coéquipiers le lundi 21 juillet à Falgos.
Dans le cadre du Challenge Vaquerin, l'ASM dispute son premier match amical contre Montpellier à Saint-Affrique. Au cours d'un match où les joueurs "se sont montrés relativement bien organisés et en bonne forme physique", dixit Jean-Marc Lhermet, les jaunes et bleus s'imposent 35-19 contre une bonne équipe héraultaise avec cinq essais de Noa Nakaitaci, Benson Stanley, John Ulugia, Jamie Cudmore et Loïc Jacquet. Ce premier match amical gagné constitue un grand motif de satisfaction chez le staff et les joueurs qui ont su laisser de côté l'épisode de l'agression à Millau pour regarder de l'avant.
Pour clore sa pré-saison, l'ASM dispute un dernier match amical contre les Irlandais du Connacht à Issoire. Auteurs d'une première mi-temps exceptionnelle (35 - 0) ponctuée par cinq essais de Vincent Debaty, Sébastien Vahaamahina, Julien Bardy, Noa Nakaitaci et Julien Malzieu, les jaunes et bleus s'imposent finalement 42 - 7 sans jamais avoir été inquiétés.
On notera la très grosse domination de la mêlée clermontoise récompensée par un essai de pénalité en seconde période. La conquête auvergnate était en place mais fut légèrement endiguée après la pause à cause des changements opérés par le staff dans l'équipe et des mauvaises conditions climatiques.
Globalement, le bilan à tirer des deux matchs de préparation de l'ASM est très positif. Les joueurs peuvent envisager sereinement leur premier match de championnat contre Grenoble.

### Journées 1 à 5

#### 1rejournée: ASM Clermont - FC Grenoble[30]
L'ASM dispute son premier match de Top 14 à domicile contre Grenoble. Après trois mois sans compétition, les jaunes et bleus redécouvrent donc le stade Marcel-Michelin et leur public. Confiant de leurs deux matchs amicaux gagnés et voulant à tout prix se racheter de leur défaite contre Castres en barrage la saison dernière, les Clermontois démarrent la rencontre pied au plancher. Dès les premières minutes, les joueurs font feu de tout bois à l'image d'une troisième ligne performante et d'une attaque bien rôdée. Le premier essai clermontois survient logiquement après six minutes de jeu : à la suite d'un lancement en touche et d'une action décisive de Julien Malzieu sur son aile, Clément Ric aplatit, en force, dans l'en-but. Brock James transforme et l'ASM mène 7-0. Quelques minutes plus tard, les Clermontois, de retour dans le camp des joueurs isérois, assurent la conquête à nouveau sur un lancement en touche. Brock James, sur une géniale inspiration, parvient à trouver Damien Chouly sur passe au pied qui marque le deuxième essai de l'ASM. Avec la transformation, les Clermontois mènent 14-0 après moins d'un quart d'heure de jeu. C'est sans compter la réaction des grenoblois qui vont profiter de la baisse de régime des auvergnats et prendre le jeu à leur compte à l'image de leurs ailiers Alipate Ratini et Gio Aplon qui profitent des imperfections de la défense clermontoise. Fort de cette domination les grenoblois marquent un premier essai par Alipate Ratini puis reviennent à quatre points des jaunes et bleus grâce à la botte de Jonathan Wisniewski. 17-13 après trente-et-une minutes de jeu. Les clermontois finissent par réagir grâce à une bonne inspiration d'Aurélien Rougerie qui croise avec Julien Bardy, lequel s'en va conclure en force et marquer ainsi le troisième essai de l'ASM. Les Clermontois peuvent souffler quelque peu, mais, alors qu'ils pensaient le score acquis, ces derniers vont se faire surprendre trois minutes avant la mi-temps : à la suite du renvoi, les Grenoblois perforent une nouvelle fois la défense des Auvergnats par l'intermédiaire de Nigel Hunt qui fixe et donne à Fabien Gengenbacher qui marque le deuxième essai du FC Grenoble. Avec la transformation, le score est de 24-20 à la mi-temps pour l'ASM. De retour sur le terrain, les Clermontois vont s'appuyer sur un vent favorable et un pack dominateur. Les enchaînements sont toutefois laborieux. À la cinquantième minute de jeu, le match aurait pu définitivement tourner en faveur des jaunes et bleus à la suite d'un essai de Julien Malzieu. Cependant, l'essai est refusé après arbitrage vidéo pour un écran d'Aurélien Rougerie. Sauvés par l'arbitrage, les Grenoblois vont revenir au score : 24-23 à la cinquante-troisième minute puis 27-26 à la soixante-huitième minute. Finalement, Brock James a le dernier mot, ce qui permet à l'ASM de s'imposer 30-26 non sans s'être fait quelques frayeurs. Grenoble ne démérite pas et prend un point de bonus défensif.

#### 2ejournée: CA Brive - ASM Clermont[31]
Pour son deuxième match de championnat, l'ASM se déplace à Brive dans l'intention de revenir victorieux de ce 92e derby du Massif central. Ainsi, dès les premières minutes, les clermontois imposent un terrible engagement physique à leurs adversaire à l'image de Viktor Kolelishvili, particulièrement virulent à l'impact, et du duo Aurélien Rougerie-Jonathan Davies qui fait de gros dégâts dans la défense briviste. Les corréziens sont pris à leur propre jeu et Morgan Parra inscrit logiquement les premiers points de la partie sur pénalité (0-3, 7e). Dominés en mêlée et acculés dans leur camp, les brivistes s'en remettent aux ballons portés où ils mettent leurs adversaires en difficulté. Gaëtan Germain récompensent ses coéquipiers par deux pénalités (21e, 25e). Les clermontois ne se démobilisent pas et continuent d'imposer leur puissance. À la trentième minute de jeu, Napolioni Nalaga marque en bord de touche mais son essai est refusé à l'arbitrage vidéo pour un genou en touche. À défaut d'un essai, Camille Lopez, qui a pris l'exercice des tirs au but à son compte, inscrit une pénalité (32e) qui permet à son équipe d'égaliser. Trois minutes avant la pause, il inscrit un drop de 25 mètres permettant à son équipe de regagner les vestiaires avec trois points d'avance (6-9 à la mi-temps). De retour sur le terrain, la physionomie du match reste la même : les clermontois continuent de dominer des brivistes incapables de se sortir de leur moitié de terrain. S'appuyant sur une conquête impériale, les jaunes et bleus continuent d'engranger les points par l'intermédiaire de leur ouvreur Camille Lopez (43e, 50e, 52e) portant le score à 6-18. Les brivistes tentent de réagir mais Arnaud Mela est poussé en touche (55e). Les corréziens ne parviennent pas à marquer, buttant sur une défense acharnée des clermontois qui surveillent en particulier le surpuissant troisième ligne briviste Sisa Koyamaibole. Coupé de ses soutiens par la défense agressive des Auvergnats, ce dernier ne peut faire parler ses qualités de percussions et se retrouve, dès lors, isolé. Dominés durant tout le match en mêlée, les brivistes concèdent une dernière pénalité convertie par Camille Lopez (6-21). À la suite de cette victoire à l'extérieur (la première depuis neuf mois en Top 14 !), l'ASM prend la troisième place du classement.

#### 3ejournée: ASM Clermont - Montpellier HR[33]

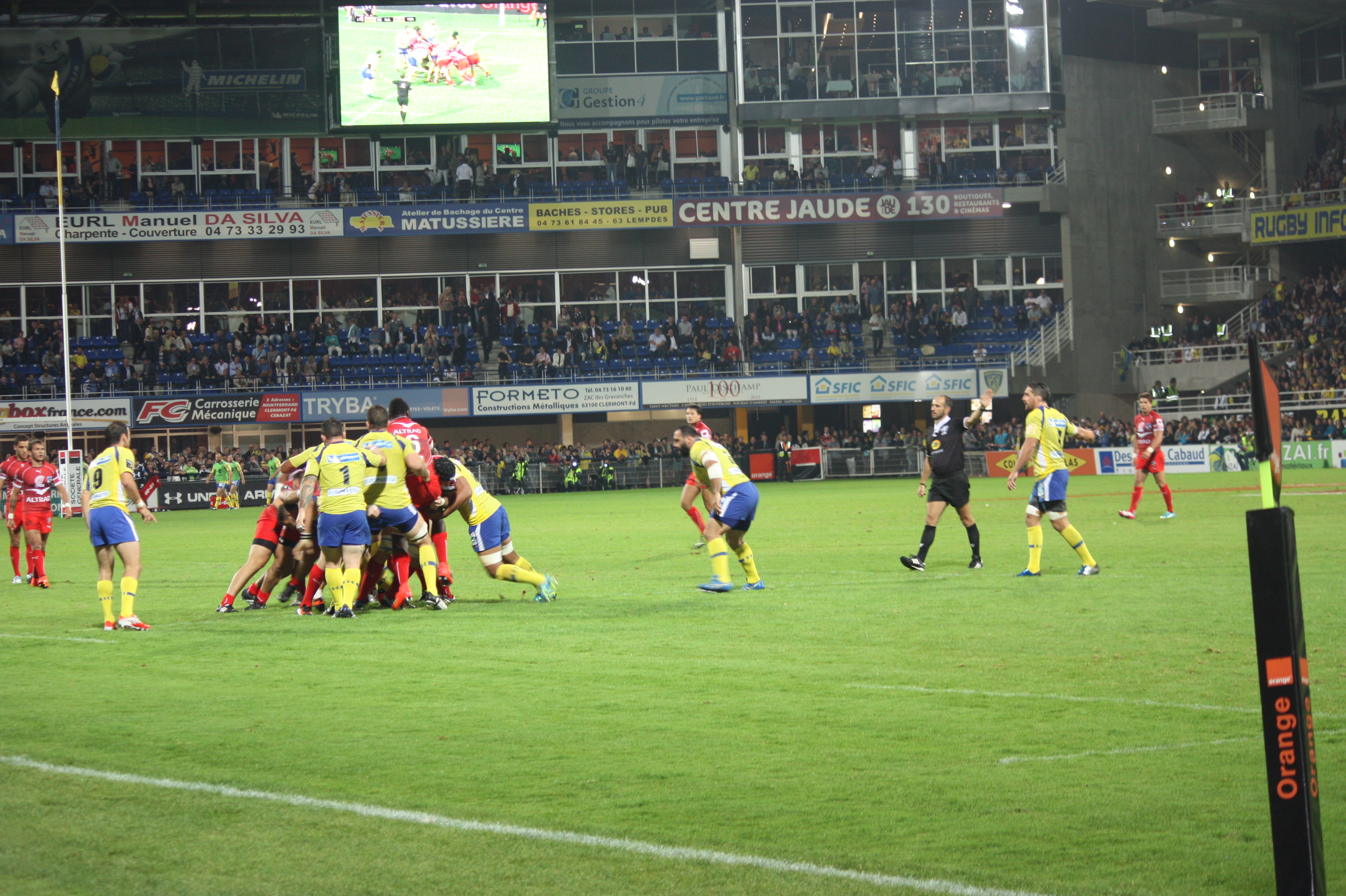
Phase d'affrontement lors du match opposant l'ASM Clermont Auvergne au Montpellier HR.

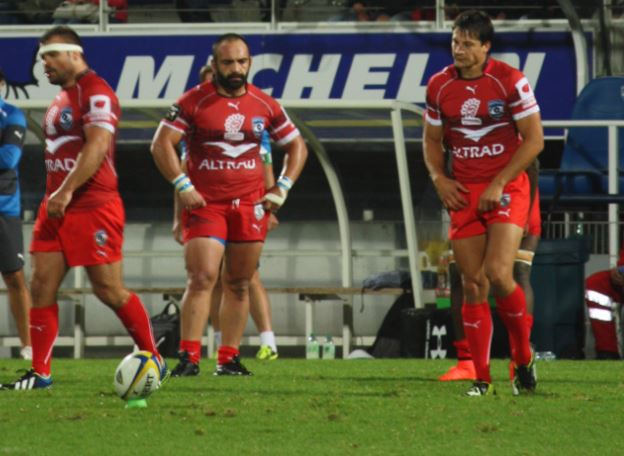
François Trinh-Duc, ici tentant une pénalité, aura été exceptionnel ce soir en inscrivant 18 points : quatre pénalités et deux drops.

Le début de match est globalement dominé par l'ASM et il faut un engagement total de la part des Montpelliérains pour contrer les assauts clermontois. Pourtant, ce sont bien les Héraultais qui ouvriront le score, contre le cours du jeu (0-3, 8e). Il faut dire que la défense inversée du MHR pose de gros problèmes aux Auvergnats, leur faisant commettre de nombreuses fautes de main. Les Clermontois finissent tout de même par réagir grâce aux charges de Fritz Lee, et Brock James remet les deux équipes à égalité (3-3, 11e). Le match est tendu, les défenses prennent le pas sur les attaques. Aussi, les deux équipes ne préfèrent pas se livrer, privilégiant le jeu au pied d'occupation. Après deux pénalités ratées de chaque côté (par Benoît Paillaugue et Brock James), les choses se décantent à la vingt-cinquième minute de jeu : François Trinh-Duc accélère et perce la défense clermontoise. Dans la continuité de l'action, Nick Abendanon reçoit un carton jaune pour un acte d'antijeu. Malgré cela, les Montpelliérains ne parviennent pas à marquer, Benoît Paillaugue échouant une nouvelle fois dans sa tentative de pénalité. Les Clermontois vont immédiatement en profiter, et cela malgré leur infériorité numérique. Monopolisant le ballon, ce sont eux qui vont faire le jeu. Logiquement, ils inscrivent un essai, en force, à la suite d'une touche, grâce à Fritz Lee. L'essai n'est pas transformé, ce qui n'empêche pas l'ASM de prendre la tête au tableau d'affichage pour la première fois du match (8-3, 37e). Mais, alors qu'ils pensaient rentrer au vestiaire avec une avance assez confortable au score, les Clermontois vont se faire pénaliser. François Trinh-Duc, prenant l'exercice des tirs au but à son compte, ne se fait pas prier pour passer les points, permettant ainsi à son équipe de recoller au score juste avant la mi-temps (8-6).
Auteurs d'une première mi-temps poussive durant laquelle ils auront été considérablement gênés par la défense inversée montpelliéraine, les jaunes et bleus s'en remettent aux percussions dans l'axe. Les enchaînements restent cependant très laborieux. Les héraultais, quant à eux, se montrent réalistes sur leur seules incursions dans le camp clermontois à l'instar de François Trinh-Duc qui passe coup sur coup un drop et une pénalité de 40 mètres, portant le score à 8-12. L'ASM réagit : Nicolas Mas se voit infliger un carton jaune pour un ballon non relâché et Brock James inscrit une pénalité ramenant les clermontois à un point des montpelliérains.

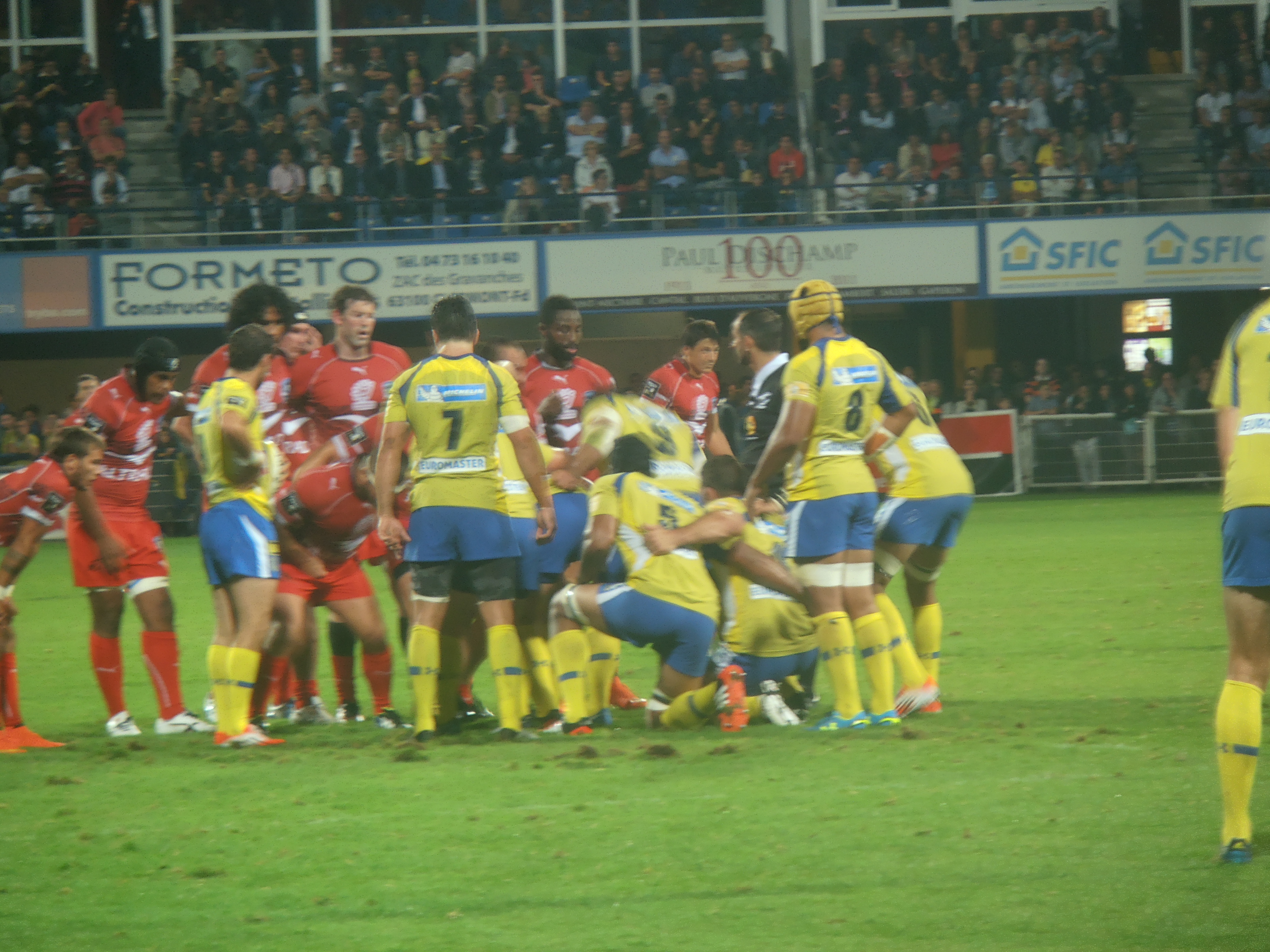
Les joueurs se préparent à disputer une mêlée.

C'est sans compter sur François Trinh-Duc, éblouissant ce soir, qui passe un nouveau drop de 35 mètres, maintenant les Auvergnats à distance. Le chassé croisé continue et Brock James passe une nouvelle pénalité. Les Clermontois dominent globalement la fin de match et l'ouvreur jaune et bleu passe deux pénalités (67e, 71e) permettant à son équipe de mener de cinq points (20-15). François Trinh-Duc maintien les espoirs montpelliérains (20-18, 72e). À la 78e, l'ASM obtient une pénalité à une cinquantaine de mètres des poteaux du MHR. Les jaunes et bleus optent pour la pénaltouche mais Brock James tape en ballon mort. Sur la mêlée qui s'ensuit, les Clermontois sont pénalisés. Les héraultais décident de prendre les points et François Trinh-Duc, auteur d'un sans faute ce soir, passe la pénalité qui permet à Montpellier de gagner pour la première fois de leur histoire au Stade Marcel-Michelin. Les clermontois perdent donc en quelque sorte le bénéfice de leur victoire face au CA Brive la semaine précédente et se devront de rebondir face au Racing Métro 92.

#### 4ejournée: ASM Clermont - Racing Métro 92[34]
Battue la semaine précédente par le Montpellier HR, l'ASM se doit de réagir. Les racingmen font tout de suite figure de cible idéale pour des auvergnats qui, touchés dans leur orgueil, veulent à tout prix se racheter de la déconvenue face aux héraultais. Les Clermontois démarrent donc la rencontre avec envie et enthousiasme prenant la possession du ballon à leur compte. Pourtant, ce sont bien les Franciliens qui ouvrent le score par l'intermédiaire de Johan Goosen avec un drop monumental de 57 mètres ! Les clermontois ne se laissent pas abattre et Morgan Parra égalise immédiatement (3-3, 12e). Les jaunes et bleus dominent globalement et Morgan Parra permet à son équipe de prendre la tête au score d'une pénalité (16e). Cependant, quelques fautes viennent contrarier la dynamique auvergnate, permettant au Racing de rester au contact (6-6, 18e). Les attaques clermontoises sont tranchantes à l'image de Wesley Fofana qui perce et donne à Jonathan Davies qui ne peut cependant pas terminer l'action (20e). C'est partie remise puisque 8 minutes plus tard, Aurélien Rougerie inscrit le premier essai du match à la suite d'une percée de Nick Abendanon. Les Clermontois prennent le large au score. Tranchants dans toutes leurs offensives, ils mettent à mal la défense francilienne qui craque par deux fois avant la mi-temps : la première sur un essai de Davit Zirakashvili, inscrit en force (35e), la deuxième sur un essai de 90 mètres inscrit par Alexandre Lapandry à la suite d'une remarquable percée de Napolioni Nalaga. 25-6 à la mi-temps, trois essais à zéro : le match semble tourner à la correctionnelle pour le Racing. De retour des vestiaires, les racingmen tentent de lancer des offensives mais c'est sans compter sur la défense auvergnate, impériale de bout en bout. Et c'est sur un contre que les clermontois prennent définitivement le large au score par un essai d'Aurélien Rougerie faisant suite à un deux contre un parfaitement exécuté par Morgan Parra (32-6, 43e). Les Clermontois se contentent de gérer la fin de match pour finalement s'imposer sans bavures (32-6) et avec bonus offensif face à un Racing Métro très décevant. Au classement, l'ASM est deuxième à égalité de points avec le leader montpelliérain.
On note aussi l'agression dont a été victime Zac Guildford, l'ailier clermontois, après le match. Cet incident, dont les circonstances demeurent peu claires, vaudront au joueur trois à quatre semaines d'indisponibilité du fait d'un traumatisme à la mâchoire.

#### 5ejournée: Stade toulousain - ASM Clermont[36]
C'est sans pression que l'ASM aborde cette 5e journée de championnat. Confiants après leur victoire face au Racing Métro la semaine dernière, le staff décide de faire reposer certains joueurs cadres pour permettre à des joueurs au temps de jeu moindre de pouvoir s'exprimer. La pression est plutôt du côté des Toulousains qui doivent absolument gagner pour éviter une troisième défaite de rang. Dès les premières minutes du match, les rouges et noirs, cherchant à se rassurer, mettent à mal la mêlée clermontoise et obtiennent une pénalité, convertie par Toby Flood (3-0, 5e). Pourtant menés, ce sont bien les auvergnats qui allaient monopoliser le ballon et prendre la plupart des initiatives. Cependant les avancées clermontoises ne sont pas récompensées et il faut attendre la 23e minute pour que des 50 mètres, Ludovic Radosavljevic ramène les deux équipes à égalité (3-3). Les jaunes et bleus accentuent encore plus leur domination mais n'arrivent toujours pas à concrétiser. Aussi, ce sont les toulousains qui vont en profiter à la 35e minute à la suite d'une relance de leurs trois-quarts. Ils obtiennent sur le coup une pénalité, que Toby Flood convertie permettant à son équipe de mener contre le cours du jeu (6-3). Conscient d'être passés à côté de l'occasion de prendre le large, les Clermontois ne se démobilisent pas et insistent. Camille Lopez aura finalement le dernier mot du premier acte en passant une pénalité rammenant les deux équipes à égalité (6-6 à la mi-temps). La seconde période débute sur les mêmes bases que la première avec une équipe montferrandaise impliquée offensivement et des locaux fébriles. La mêlée toulousaine est largement dominée et offre de bonnes munitions aux Clermontois qu'ils vont parfaitement exploiter à la 49e minute : sur une action d'envergure et une succession de longues passes au large, les Auvergnats mettent à mal la défense toulousaine sur une série de percussions dans l'axe dans le sillage d'un Aurélien Rougerie particulièrement tranchant. Julien Malzieu fait l'effort de rester sur le terrain et c'est finalement Julien Bardy qui aplatit, en force, un essai validé après arbitrage vidéo. Camille Lopez transforme et l'ASM mène 6-13. Les rouges et noirs, piqués dans leur orgueil, se ruent à l'attaque obligeant les Clermontois à défendre. Les toulousains ne parviennent pourtant pas à franchir et restent sans solutions face à la défense imperméable de Clermont. Symbole de cette impuissance : la dernière pénalité de la partie tentée et réussie par Toby Flood sous les sifflets d'un stade Ernest-Wallon mécontent de la résignation et du manque d'ambition de l'équipe toulousaine qui préfère prendre les points pour s'assurer le point de bonus défensif que de jouer le match nul. Score final : 9-13. Les Clermontois prennent la tête du classement grâce à cette victoire (la première à Ernest-Wallon dans le cadre du championnat !).

### Journées 6 à 10

#### 6ejournée: ASM Clermont - Lyon OU[37]
Les Lyonnais entrent dans le match en mettant la main sur le ballon, bien aidé par un alignement en touche dominateur. Pourtant, ce sont bien les Clermontois qui ouvrent le score par l'intermédiaire de Camille Lopez (3-0, 7e). Les lyonnais ne se laissent pas abattre et égalisent dans la foulée (3-3, 11e). Les deux équipes sont très indisciplinées et l'arbitre distribue les pénalités de part et d'autre. La première demi-heure se résume à un duel de buteurs entre Camille Lopez et Stephen Brett (9-9, 29e). La situation va se décanter à la 31e minute : Noa Nakaitaci perce la défense lyonnaise sur l'aile. Sur le temps de jeu suivant, c'est Aurélien Rougerie qui aplatit son 89e essai en Top 14. Camille Lopez transforme et L'ASM prend les devants (16-9, 32e). Les Clermontois prennent le jeu à leur compte et Camille Lopez en profite pour passer une nouvelle pénalité (19-9, 36e). Juste avant la mi-temps, Stephen Brett passe une pénalité permettant à son équipe de garder espoir. Un essai transformé sépare les deux équipes à la fin du premier acte (19-12). Les Auvergnats entament fort la seconde période. Frustrés de leurs quelques fautes de main en première mi-temps et de leur alignement défaillant, les jaune et bleus imposent un rythme très élevé et les lyonnais sont asphyxiés. Les Clermontois trouvent des solutions en jouant sur les extérieurs, profitant des largesses défensives des Rhônalpins. À la 51e minute, les Auvergnats marquent leur deuxième essai, inscrit par Benson Stanley après une action d'envergure. Les Clermontois prennent en main la rencontre : leur défense est intraitable et parfaitement organisée et leur conquête est bien huilée. Le score enfle à la 60e minute à la suite d'un essai de John Ulugia marqué au bout d'un sprint de 40 mètres ! Camille Lopez transforme, le score est de 36-12. Les Clermontois mettront un point d'honneur à leur démonstration en inscrivant un dernier essai par Fritz Lee, portant le score à 43-12. Au classement, l'ASM conserve sa place de leader grâce à cette victoire bonifiée.

#### 7ejournée: US Oyonnax - ASM Clermont[38]

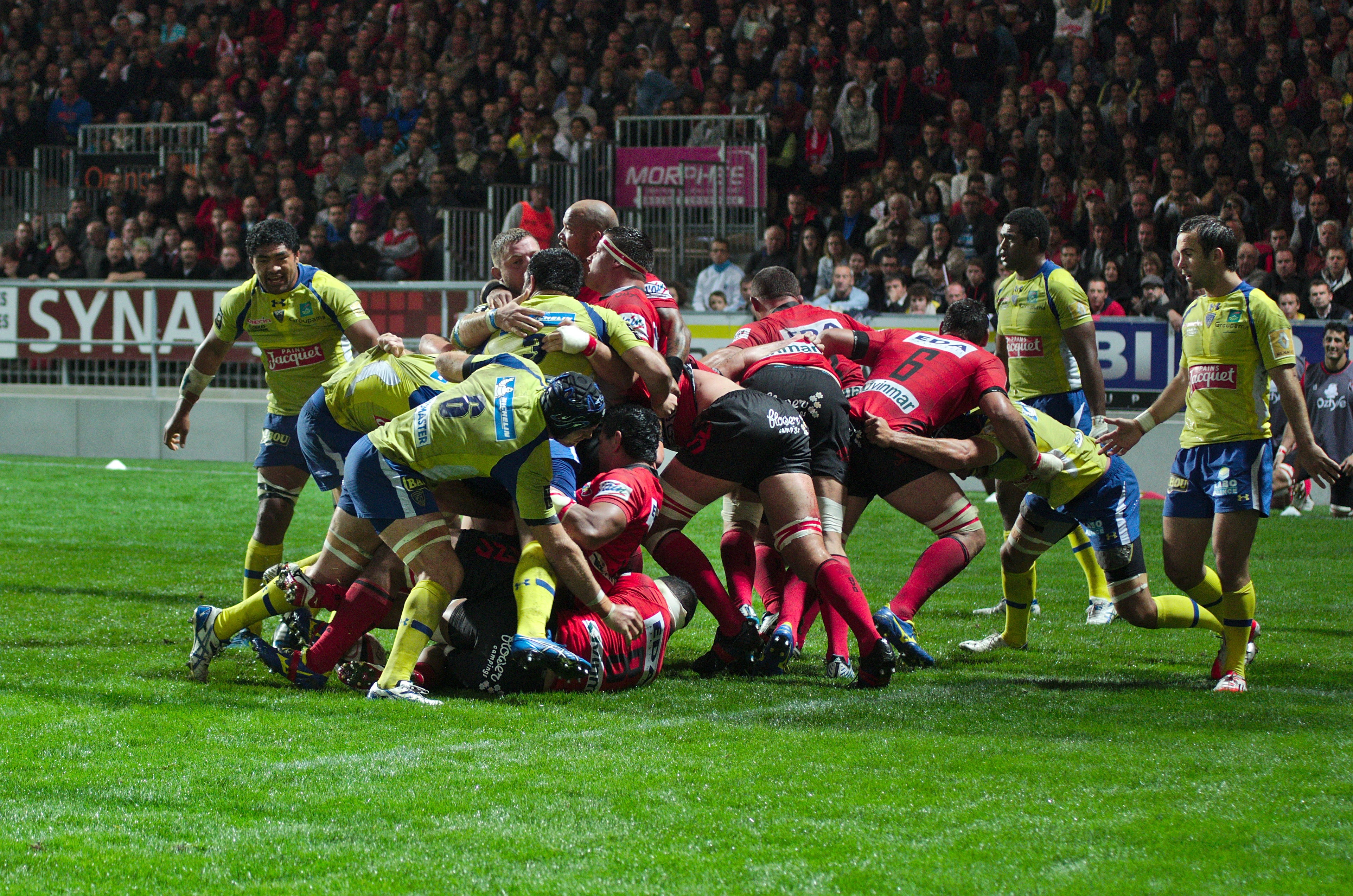
Les Clermontois ont su relever le défi physique imposé par les Oyonnaxiens pour finalement s'imposer.

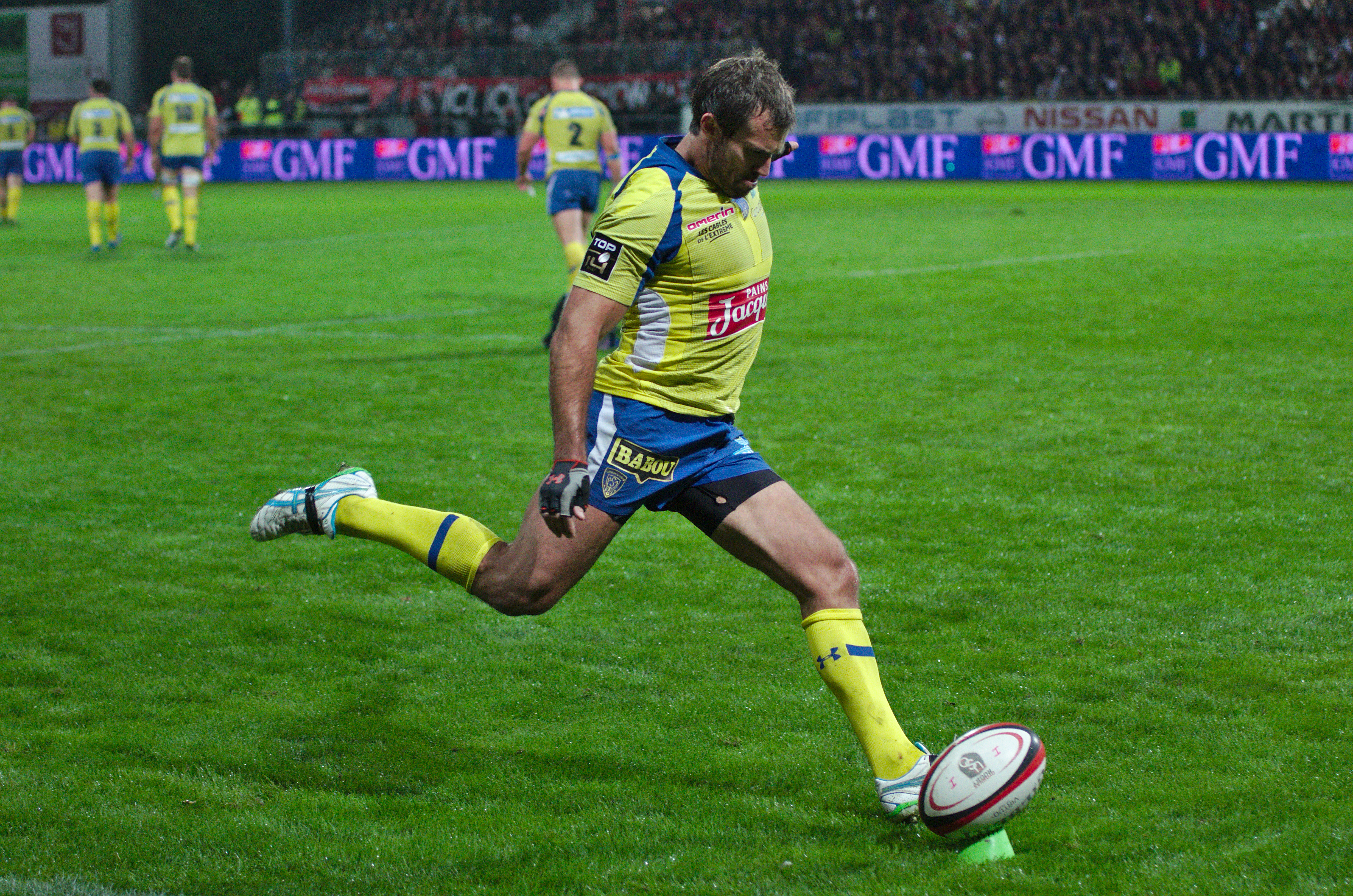
Brock James aura marqué 11 points ce soir : trois pénalités et une transformation.

Les oyonnaxiens commencent le match avec la ferme intention de refaire le même coup que la saison précédente (victoire des joueurs de l'Ain 30-19) en enchaînant deux gros ballons portés qui mettent en difficulté la défense clermontoise. Benjamin Urdapilleta ouvre logiquement le score après quatre minutes de jeu (3-0).
Pour contrer le jeu de percussion et d'affrontement des oyonnaxiens, les auvergnats vont envoyer les ballons sur les extérieurs. Leur stratégie fonctionne mais toutefois, ils n'arrivent pas à marquer malgré de nombreuses occasions : Thomas Domingo négocie mal un trois contre un et Wesley Fofana ne parvient pas à aplatir le ballon après un judicieux coup de pied de Brock James. À défaut d'essais, les Clermontois s'en remettent au pied de Brock James qui égalise (3-3, 9e), avant de donner l'avantage à son équipe (3-6, 29e).
Le score ne bougera pas jusqu'à la mi-temps, les défenses des deux équipes ne cédant rien. Les oyonnaxiens reviennent sur la pelouse avec des intentions mais Benjamin Urdapilleta manque sa tentative de pénalité. Les Clermontois en profitent et Brock James, en réussite, passe sa troisième pénalité de la soirée. L'ASM mène 3-9 et prend progressivement le dessus sur ses adversaires.

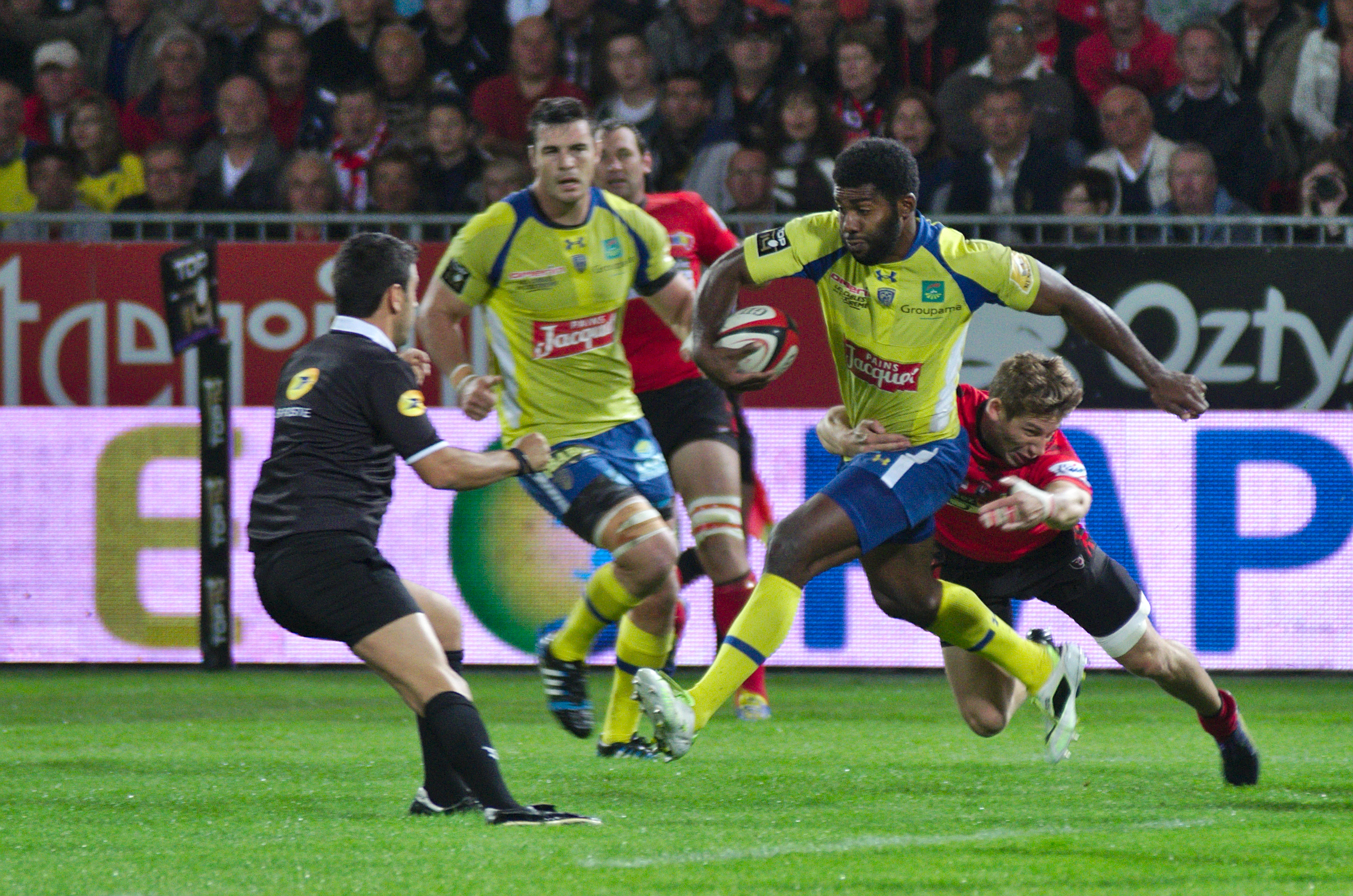
À l'image de cette course de Noa Nakaitaci, c'est sur les extérieurs que les Clermontois auront trouvé les solutions.

Cette domination va finalement se concrétiser à la 66e minute grâce à un essai de Jamie Cudmore inscrit après une action de plusieurs temps de jeu. Brock James transforme et l'ASM mène d'une confortable avance au score : 3-16 puis 3-19 après une nouvelle pénalité de Morgan Parra. Oyonnax parvient à sauver l'honneur en inscrivant un essai par Viliami Ma'afu, après une pénalité jouée vite (8-19, 74e). C'est seulement le troisième essai encaissé par l'ASM depuis le début de la saison !
Le score en restera là et l'ASM s'impose pour la troisième fois cette saison à l'extérieur. Cette victoire lui permet de conserver son leadership au classement du championnat.

#### 8ejournée: Bordeaux Bègles - ASM Clermont[39]
Les deux équipes, connues pour leur jeu de mouvement, ne tardent pas à se mettre en évidence dans ce début de match par l'intermédiaire de leur buteur. Ainsi l'ASM mène 3-6 après neuf minutes de jeu. Les clermontois essaient de mettre leur jeu en place mais ne parviennent pas à contenir la défense girondine, très agressive. Finalement, ce sont les bordelais qui plantent la première banderille grâce à Romain Lonca, à la suite d'une percée de Félix Le Bourhis et d'un bon relai de Julien Rey. Avec la transformation, Bordeaux mène 10-6. Les clermontois veulent réagir mais Napolioni Nalaga est poussé en touche. Les auvergnats attaquent mais se heurtent à nouveau à la défense girondine et c'est sur un turnover que les locaux vont marquer leur deuxième essai après une superbe percée de Pierre Bernard. Celui-ci transforme son essai et Bordeaux s'envole au score (17-6, 20e). Brock James passe une pénalité permettant à l'ASM de garder espoir (17-9, 28e). Espoirs de courte durée : à la 34e minute, Loïc Jacquet écope d'un carton jaune pour un mauvais déblayage. Dans la foulée, les bordelais vont enfoncer le clou et planter un nouvel essai par Berend Botha, reléguant l'ASM à 15 points (24-9, 38e). La mi-temps est sifflée sur ce score largement en faveur de Bordeaux. De retour des vestiaires, les jaunes et bleus affichent de l'ambition et se jettent à l'assaut de la défense bordelaise. Mais la précision et le timing ne sont pas au rendez-vous, faisant commettre aux clermontois de nombreuses fautes de main. Ces derniers parviendront tout de même à marquer un essai par Napolioni Nalaga à la 55e à la suite de phases de percussions. Brock James ne transforme pas mais l'ASM n'est plus qu'à 10 points de Bordeaux. C'en est cependant trop peu pour déstabiliser une solide équipe girondine qui se maintient à distance des auvergnats à la suite de deux pénalités de Pierre Bernard (30-14, 59e). Les bordelais deviennent maître du jeu et s'appuient sur leurs points forts comme les ballons portés pour poser des problèmes aux clermontois. À la 62e minute, les girondins récupèrent un lancer en touche et, après quelque temps de jeu, c'est Metuisela Talebula qui aplatit en bout de ligne, marquant le quatrième essai des locaux. Les clermontois sont lâchés, et, avec la transformation de Lionel Beauxis, l'UBB mène 37-14. La fin de match sera à sens unique : Bordeaux inscrit ses cinquième et sixième essais de la partie, l'un sur ballon porté par Clément Maynadier, l'autre sur un contre par Jandré Marais. L'ASM inscrit un dernier essai par Thierry Lacrampe, qui ne change rien au score.
L'ASM subit donc sa deuxième défaite cette saison contre des bordelais qui leur auront infligé une véritable correction en inscrivant six essais.
Au classement, les auvergnats sont deuxièmes, à un point du RC Toulon.

#### 9ejournée: ASM Clermont - Stade rochelais[40]
Les rochelais abordent ce match avec l'intention d’éviter un nouveau naufrage en déplacement, eux qui n'ont jamais gagné sur les terrains adverses cette saison. Les clermontois, quant à eux, veulent à tout prix effacer leur déconvenue face à Bordeaux la semaine précédente.
Dans le début de match, les auvergnats ont la possession du ballon mais se heurtent à la défense des rochelais, qui ralentit considérablement leur jeu de mouvement. Ils s'en remettent donc à Camille Lopez qui passe trois pénalités et permet à l'ASM de mener 9-3 après vingt-sept minutes de jeu. C'est finalement vers la fin de la première période que les clermontois vont parvenir à percer le mur rochelais, jusqu'ici infranchissable : à la 38e minute, Benjamin Kayser aplatit le premier essai du match à la suite d'un bon ballon porté. Camille Lopez transforme et l'ASM mène 16-3. Deux minutes plus tard, Thierry Lacrampe joue vite une pénalité, et, après plusieurs temps de jeu, c'est Camille Lopez qui marque le deuxième essai des auvergnats. À la mi-temps, les locaux mènent 23-3 contre une équipe rochelaise vaillante en défense mais qui aura craqué juste avant la mi-temps. De retour sur la pelouse, les clermontois mettent de nouveaux la main sur le ballon. À la 42e minute, Damien Chouly contre un jeu au pied de Julien Audy puis passe la balle à Thierry Lacrampe. Sur le temps de jeu suivant, le demi de mêlée échappe à trois défenseurs pour aller marquer. Avec la transformation, l'ASM mène 30-3. Pour s'assurer définitivement le bonus offensif, les clermontois tentent d'inscrire un quatrième essai. Il n'y arriveront cependant pas : la défense rochelaise est en place et Noa Nakaitaci se voit refuser un essai. Les maritimes en profitent et Alofa Alofa marque un essai à la 75e minute, mettant fin aux espoirs de bonus offensif des clermontois.
Au classement, l'ASM retrouve sa place de leader mais pourra cependant nourrir quelques regrets du fait de ne pas avoir décrocher le point de bonus offensif.

#### 10ejournée: Aviron bayonnais - ASM Clermont[41]
Les clermontois se déplacent à Bayonne, déjà défait à deux reprises sur leur terrain cette saison. Les bayonnais n'ont donc pas le droit à l'erreur et le montrent dès l'entame de match en ne prenant aucun risque et en essayant de s'éloigner le plus possible de leur ligne d'en-but. Le début de match se résume donc à une bataille des rucks et à des jeux au pied d'occupation de part et d'autre. Mais, à ce petit jeu, ce sont bien les basques qui allaient se montrer les plus forts. À la neuvième minute de jeu, les bayonnais trouvent les premières brèches dans une défense clermontoise assez fébrile. Dans la continuité de l'action, Benson Stanley se voit infliger un carton jaune pour un acte d'antijeu et Martín Bustos Moyano inscrit les premiers points du match (3-0, 10e). Réduits à 14, les clermontois laissent des espaces sur les extérieurs et Bayonne en profite : à la 16e minute, les locaux accélèrent sur l'aile et après plusieurs temps de jeu, c'est Martín Bustos Moyano qui aplatit à la suite d'un coup de pied rasant. La transformation est ratée mais Bayonne mène 8-0 contre une équipe clermontoise dépassée. Les auvergnats, vexés, décident de mettre la main sur le ballon pour revenir dans la partie. Dans le sillage de leur troisième ligne, les jaune et bleu avancent et mettent à mal la défense bayonnaise. À la 28e minute, Brock James récompense son équipe par une pénalité avant que Napolioni Nalaga aplatisse un essai en bout de ligne à la 33e minute. Brock James transforme et l'ASM prend la tête au tableau d'affichage (8-10). Le score en restera là jusqu'à la mi-temps.
Au retour des vestiaires, les clermontois sont mis sous pression par des bayonnais revenus avec des intentions de jeu. Ils se retrouvent acculés dans leur moitié de terrain et s'en remettent au jeu au pied pour se dégager. Cependant, ils se retrouvent dès lors exposés aux relances basques : à la 47e minute, Scott Spedding relance, puis passe à Marvin O'Connor qui s'engouffre dans la défense clermontoise, mal replacée. Celui-ci trouve ensuite Charles Ollivon, venu à hauteur, qui n'a plus qu'à courir pour marquer. Martín Bustos Moyano transforme et Bayonne prend le large (15-10, 48e). Les clermontois tentent de revenir grâce à une pénalité de Brock James (15-13, 59e). Mais ce ne sera pas suffisant : les attaques bayonnaises se font de plus en plus incisives et les auvergnats subissent les assauts et le jeu direct des bayonnais fait de percussions et de ballons portés. Ils se montrent en plus très indisciplinés et les basques en profitent : Blair Stewart, qui a pris le relai de Martín Bustos Moyano aux tirs au but, passe deux pénalités (63e, 69e) portant le score à 21-13 avant que Christophe Loustalot parachève le succès bayonnais d'une dernière pénalité (78e). Bayonne s'impose donc 24-13 contre une équipe clermontoise assez décevante et qui devra se remobiliser contre le Stade français.
Malgré cette défaite, l'ASM reste 2e, à deux points du RC Toulon.

### Journées 11 à 15

#### 11ejournée: ASM Clermont - Stade français[42]
Honteux et vexés de leur match catastrophique face à Bayonne la semaine précédente, les clermontois veulent se racheter. Mais pour cela, il faut venir à bout du Stade français, le troisième du classement, à égalité de points avec l'ASM.
Pourtant privée de nombreux internationaux partis disputer les matchs de la tournée de novembre avec l'équipe de France, c'est bien l'ASM qui allait commencer la rencontre avec les meilleures intentions de jeu. Pourtant, les auvergnats peinent à concrétiser et ce sont les parisiens qui ouvrent le score contre le cours du jeu : 0-3 grâce à un drop de Jules Plisson, puis 0-6 grâce à une pénalité de l'ouvreur parisien. Mais il en faut plus pour faire douter une équipe clermontoise dominatrice dans tous les domaines de jeu et solide sur les fondamentaux. Le premier essai des auvergnats est inscrit logiquement après un peu plus d'un quart d'heure de jeu par l'intermédiaire de Fritz Lee, à la suite d'une longue séquence de percussions dans l'axe. Avec la transformation, l'ASM prend les commandes dans ce match (7-6, 18e). En confiance, les clermontois enchaînent en mettent en place leur jeu de mouvement. À la 26e minute, Brock James perce la défense parisienne avant de croiser avec Aurélien Rougerie qui passe par le sol. Sur le temps de jeu suivant, c'est Noa Nakaitaci qui aplatit le deuxième essai de l'ASM après s'être débarrasser de deux défenseurs. Brock James transforme l'ASM prend le large au tableau d'affichage. Les parisiens sont totalement asphyxiés et les clermontois enfoncent le clou à la 33e minute en inscrivant l'essai du bonus offensif grâce à Peceli Yato à la suite d'une séquence de percussions. Avant la mi-temps, Brock James passe deux pénalités (38e, 40e) permettant à l'ASM de regagner les vestiaires avec un avantage conséquent au score (27-9).
De retour des vestiaires, les auvergnats maintiennent leur pression sur les parisiens et, à la 43e minute, Napolioni Nalaga inscrit le quatrième essai de son équipe. Le match semble tourner à la correctionnelle pour les joueurs du Stade français, complètement dépassés dans le jeu. Le score continue à enfler en faveur des clermontois : à la 59e minute, Napolioni Nalaga s'engouffre dans les trop nombreuses brèches laissées par les parisiens et marque un doublé. Le score est de 37-9. La fin de match approche mais l'ASM ne relâche pas son étreinte et inscrit, à la 75e minute, son sixième essai par l'intermédiaire de Fritz Lee à la suite d'une magnifique percée de Nick Abendanon. L'équipe auvergnate mettra une dernière touche à leur démonstration avec le doublé de Peceli Yato, jeune troisième ligne très prometteur. Le score final est de 51-9.
L'ASM retrouve donc sa place de leader grâce à sa victoire bonifiée sur un Stade français inexistant et complètement dépassé dans le jeu.

#### 12ejournée: RC Toulon - ASM Clermont[43]
Conscient que les matchs importants de coupe d'Europe se profilent à l'horizon, Franck Azéma décide de faire souffler quelques-uns de ses joueurs cadres comme Wesley Fofana, Camille Lopez, Sébastien Vahaamahina ou encore Damien Chouly pour aller affronter le RC Toulon qui, lui, se présente avec son équipe au grand complet...
Dès le coup d'envoi du match, les deux équipes montrent de belles intentions offensives. Les clermontois sont en place mais se font pénaliser. Les toulonnais en profitent pour ouvrir le score par l'intermédiaire de Nicolás Sánchez (3-0, 8e). Les auvergnats répliquent immédiatement grâce à Brock James qui passe une pénalité (3-3, 10e). Les clermontois ont la main sur le ballon mais sont considérablement gênés par la défense du RC Toulon, très efficace dans le jeu au sol. À la 14e minute, les toulonnais accélèrent sur l'aile : Maxime Mermoz s'échappe le long de la ligne de touche et retrouve David Smith intérieur qui s'en va aplatir le premier essai du match, transformé par Nicolás Sánchez. Les varois mènent 10-3. Les auvergnats subissent mais Nicolás Sánchez puis Delon Armitage manquent tour à tour un drop et une pénalité. Les joueurs de l'ASM en profitent et, à la 31e minute, Brock James perce la défense varoise puis retrouve Fritz Lee qui marque son 5e essai cette saison. Brock James rate la transformation mais l'ASM rattrape son retard (10-8, 31e). Cependant, trois minutes avant la mi-temps, les clermontois se font surprendre par une course tranchante de Maxime Mermoz qui perce toute la défense et marque un essai. Nicolás Sánchez transforme et le RC Toulon prend 9 longueurs d'avance (17-8). La mi-temps est sifflée sur ce score.
De retour sur la pelouse, les clermontois se montrent plus réalistes. Ainsi, Brock James passe deux pénalités (47e, 57e), permettant à l'ASM de rattraper partiellement son retard (17-14). Les auvergnats sont dominateurs et, à la 60e minute, Benson Stanley perce toute la défense toulonnaise avant d'être finalement arrêté à l'entrée des 22 mètres adverses. Sur le temps de jeu suivant, c'est Aurélien Rougerie qui profite d'un intervalle pour aller inscrire un nouvel essai que ne transforme pas Brock James. Malgré tout, c'est l'ASM qui prend les devants dans ce match. Les toulonnais ne se démobilisent pas et passent une pénalité par l'intermédiaire de Nicolás Sánchez (20-19, 67e). La fin de match est toulonnaise : les clermontois sont retranchés dans leurs 22 mètres et défendent. À la 73e minute, Guilhem Guirado met les varois dans l'avancée et, sur le temps de jeu suivant, Nicolás Sánchez retrouve David Smith intérieur qui marque un doublé. L'essai est transformé et Toulon mène à présent de 8 points. Le score en restera là jusqu'au coup de sifflet final.
L'ASM perd donc ce match sur quelques détails et fautes défensives. Un bonus défensif était envisageable mais les clermontois ont craqué sur la fin de match face à une solide équipe de Toulon qui redevient leader du top 14. Malgré la défaite, ce match constitue une bonne préparation pour les joueurs en vue du déplacement au Munster dans le cadre de la coupe d'Europe.

### Phases finales
Classé 2e de la phase régulière, l'ASM Clermont Auvergne est directement qualifié pour les demi-finales.

#### Demi-finales
Opposé au Stade toulousain, qui a terminé 3e de la phase régulière, et qui battu l'US Oyonnax (20-19) dans le match de barrage, l'ASM Clermont Auvergne se qualifie en disposant de son adversaire par 18 à 14.
| 6 juin 2015 16h30 | ASM Clermont                                                                 | 18 – 14 (9 – 6) | Stade toulousain                                                  | Nouveau stade de Bordeaux , Bordeaux Arbitre : Alexandre Ruiz |
| 6 juin 2015 16h30 | Pénalité(s) : Parra 4 (5e, 17e, 32e, 51e), James (72e) Drop(s) : James (76e) |                 | Essai(s) : Médard (46e) Pénalité(s) : McAlister 3 (11e, 36e, 64e) | Nouveau stade de Bordeaux , Bordeaux Arbitre : Alexandre Ruiz |
| 6 juin 2015 16h30 |                                                                              |                 |                                                                   | Nouveau stade de Bordeaux , Bordeaux Arbitre : Alexandre Ruiz |

#### Finale
Opposé au Stade français, qui a terminé 4e de la phase régulière, puis a éliminé en barrage le Racing Metro 92 (38-15) puis le RC Toulon (33-16) en demi-finale, l'ASM Clermont manque une nouvelle fois le titre champion de France 2015 en étant battu par 6 à 12.
(mt : 3 – 9)
Points marqués :
- ASM Clermont : 2 pénalités de Lopez (39e) et James (62e)
- Stade français Paris : 4 pénalités de Steyn (15e, 22e, 29e, 80e)

Évolution du score : 0-3, 0-6, 0-9, 3-9, 6-9, 6-12
Arbitre : Pascal Gaüzère
Résumé
| ASM Clermont · Titulaires · Nick Abendanon 15 · Jean-Marcellin Buttin 14 · Aurélien Rougerie 13 · 69e Benson Stanley 12 · Napoleoni Vonwale Nalaga 11 · 51e Camille Lopez 10 · 69e (cap.) Morgan Parra 9 · Fritz Lee 8 · 69e 14e à 24e Julien Bardy 7 · Damien Chouly 6 · Sébastien Vahaamahina 5 · 51e Paul Jedrasiak 4 · 73e Davit Zirakashvili 3 · 20e John Ulugia 2 · 73e Thomas Domingo 1 · Remplaçants · 20e Benjamin Kayser 16 · 51e Julien Pierre 17 · 51e Brock James 18 · 69e Alexandre Lapandry 19 · 69e Ludovic Radosavljevic 20 · 69e Mike Delany 21 · 73e Raphaël Chaume 22 · 73e Clément Ric 23 · Entraîneurs · Franck Azéma, Jono Gibbes, Xavier Sadourny |  | Stade français Paris · Titulaires · 67e Djibril Camara 15 · Julien Arias 14 · 78e Waisea Nayacalevu 13 · Jonathan Danty 12 · Jérémy Sinzelle 11 · Morné Steyn 10 · 69e Julien Dupuy 9 · Sergio Parisse 8 · Raphaël Lakafia 7 · 65e Antoine Burban 6 · Alexandre Flanquart 5 · 26e Hugh Pyle 4 · Rabah Slimani 3 · 56e Rémy Bonfils 2 · 62e Hendrik Schalk Van der Merwe 1 · Remplaçants · 26e Pascal Papé 16 · 56e Laurent Sempéré 17 · 62e Sakaria Taulafo 18 · 65e Jono Ross 19 · 67e Geoffrey Doumayrou 20 · 69e Jérôme Fillol 21 · 78e Meyer Bosman 22 · Entraîneurs · Gonzalo Quesada, Simon Raiwalui, Jean-Frédéric Dubois, Adrien Buononato |

### Matchs aller des phases de poules

#### 1rejournée: Saracens - ASM Clermont[45]
Les clermontois retrouvent les Anglais de Saracens, vice-champions d'Europe qui les avaient battus la saison précédente en demi-finale de la compétition. C'est donc avec un esprit de revanche que les joueurs auvergnats se présentent devant leurs homologues.
Les auvergnats entament bien leur match, imposant dès les premières minutes leur puissance physique. Pourtant, ce sont bien les Anglais qui allumeront la première mêche : à la 3e minute, les Sarries accélèrent sur l'aile gauche grâce à David Strettle qui remet intérieur sur Chris Ashton, lequel marque le premier essai du match. Charlie Hodgson ne transforme pas. Les clermontois ne se laissent pas déstabiliser : Noa Nakaitaci perce la défense anglaise et, après un bon relai de Camille Lopez, c'est Zac Guildford qui inscrit le premier essai de l'ASM (son premier sous le maillot clermontois). Camille Lopez transforme et l'ASM mène pour la première fois du match 5-7 puis 5-10 avec une pénalité de son ouvreur qui concrétise une grosse domination clermontoise. Les auvergnats ne sont pas loin de faire le break mais échouent par deux fois à quelques centimètres de la ligne. À l'inverse des clermontois, les Anglais se montrent plus réalistes à l'image de leur demi de mêlée Richard Wigglesworth qui joue vite une pénalité puis qui donne à David Strettle, lequel s'en va conclure en coin, malgré le bon retour de Nick Abendanon. À la mi-temps, les deux équipes sont à égalité (10-10). Au retour des vestiaires, les Anglais, aidés par un vent en leur faveur, joue dans le camp des joueurs de l'ASM. Il ne tardent pas à récupérer une pénalité que Charlie Hodgson passe entre les perches. Camille Lopez réplique aussitôt en réussissant un drop à la suite d'une bonne avancée du pack clermontois. Le score est alors de 13-13. Sur le renvoi des Anglais, l'ASM décide de défier ceux-ci dans les airs en tapant une chandelle. Zac Guildford bondit et prend le meilleur sur Chris Ashton en rattrapant le coup de pied. Après une course de 50 mètres, il aplatit dans l'en but anglais, marquant un doublé. Camille Lopez transforme et l'ASM prend le large (13-20, 47e). C'est sans compter sur la réaction des Anglais qui profitent d'un moment d'inattention des auvergnats pour revenir au score par l'intermédiaire de David Strettle. Les deux équipes se retrouvent dos à dos : 20-20 à la 49e minute puis 23-23 à la 56e minute. Les deux équipes ne veulent rien lâcher. C'est finalement sur un coup du sort que le match va se jouer : à la 62e minute, Charlie Hodgson allume une chandelle qui met en difficulté Zac Guildford, celui-ci ne parvenant pas à contrôler le ballon qui lui échappe des mains. Chris Ashton, lui, a bien suivi et aplatit le quatrième essai anglais, synonyme de bonus offensif. Charlie Hodgson transforme et les Saracens prennent le large (30-23). En fin de match, les auvergnats donnent tout pour au moins obtenir le match nul mais leurs tentatives resteront vaines, échouant à quelques centimètres de la ligne.
L'ASM pourra nourrir quelques regrets du fait de n'avoir rien obtenu de mieux qu'un point de bonus défensif et devra se montrer plus réalistes contre les Anglais de Sale.

#### 2ejournée: ASM Clermont - Sale Sharks[46]
Les clermontois doivent à tout prix gagner ce match s'ils veulent conserver une chance de pouvoir se qualifier pour les phases finales de la compétition, au risque de voir les irlandais du Munster et les Anglais de Saracens les distancer au classement et compromettre leurs intentions dans cette coupe d'Europe.
Les clermontois commencent donc le match avec de l'envie en prenant la possession du ballon à leur compte. Cependant, ils se heurtent à la solide défense anglaise, particulièrement efficace dans les zones d'affrontement. L'ASM finira par inscrire le premier essai du match à la 14e minute par l'intermédiaire de Nick Abendanon, à la suite d'une contre-attaque de 80 mètres ! Pourtant les auvergnats ne sont pas sereins dans leur jeu et commettent des fautes. La conquête est hésitante et Camille Lopez préfère assurer les points au pied (26e, 30e). Les clermontois regagnent les vestiaires avec seulement 10 points d'avance (13-3) qui symbolisent une première partie de match qu'ils auront globalement dominé mais pendant laquelle il n'auront pas tout à fait maîtrisé leur jeu face à des Anglais courageux. La deuxième mi-temps commence comme la première s'était finie : les en-avant et les approximations continuent à altérer les phases d'attaques des clermontois qui ne parviennent pas à trouver des solutions face à la défense anglaise. Face à la morosité de ce match et au niveau de jeu inconstant proposé par les deux équipes, C'est Camille Lopez, particulièrement en forme sur ce match, qui va mettre les choses au clair à la 53e minute en adressant une magnifique transversale pour Napolioni Nalaga lequel s'en va conclure dans l'en-but. L'ASM s'envole au tableau d'affichage (21-3). Les clermontois, qui commencent à entrevoir l'espoir d'un bonus offensif, se ruent à l'attaque et pilonnent la ligne anglaise. Cependant les "Sharks" tiennent et parviennent à se dégager au pied. Il ne restent pas beaucoup de temps pour marquer deux essais et décrocher un bonus mais les joueurs y croient. À la 73e minute, Noa Nakaitaci croise avec Napolioni Nalaga qui accélère et sert Wesley Fofana intérieur. Celui-ci trouve le soutien de Fritz Lee qui retrouve Napolioni Nalaga, lequel s'en va marquer son 25e essai en 32 match de Coupe d'Europe. Il ne reste plus qu'un essai à marquer pour glaner un précieux point de bonus. Deux minutes plus tard, les clermontois récupèrent un nouveau ballon sur lancer adverse et enclenchent la marche avant. Le ballon est écarté jusqu'à Aurélien Rougerie qui sprint sur 50 mètres, déposant toute la défense anglaise, et qui s'en va marquer le quatrième essai de l'ASM synonyme de bonus offensif. Le match s'achève sur le score de 35-3 en faveur des auvergnats.
Les Clermontois remontent à la deuxième place de leur poule grâce à cette victoire et au précieux point de bonus décroché en toute fin de partie.

#### 3ejournée: Munster Rugby - ASM Clermont[47]
Les Clermontois se doivent de faire un bon résultat à Thomond Park s'ils veulent conserver une chance de disputer les quarts de finale de cette coupe d'Europe. Mais gagner ici s'annonce très dur quand on sait qu'aucune équipe française n'a jamais réussit à s'imposer contre le Munster en déplacement...
Dès le début du match, les Auvergnats se montrent très agressifs et, après moins d'une minute de jeu, Fritz Lee aplatit déjà le premier essai de la partie à la suite d'un ballon porté magnifiquement orchestré par les avants clermontois. 5-0 après une minute de jeu : les Irlandais sont cueillis à froid et ne s'attendaient sûrement pas à un tel début de match de la part des hommes de Franck Azéma. Les premiers duels sont gagnés par l'ASM, les Irlandais ont du mal à mettre en place leur jeu. Toutefois, une pénalité vient récompenser la volonté irlandaise à la 14e minute que Ian Keatley s'empresse de convertir (3-5). Il en faut plus pour déstabiliser de solides clermontois bien en place défensivement et venus avec des intentions de jeu. Déployant leur jeu de mouvement, ces derniers mettent à mal la défense du Munter qui finit par craquer une nouvelle fois à la 20e minute : à la suite d'un beau mouvement au large, Fritz Lee passe la balle à Wesley Fofana qui se débarrasse de deux défenseurs avant d'aplatir en coin. Camille Lopez ne transforme pas mais l'ASM prend les devants (10-3). Les Irlandais tentent de revenir à l'aide de pénalités (6-10, 25e) mais Camille Lopez permet aux siens de conserver leur écart au score en passant une pénalité à 40 mètres des poteaux (6-13, 30e). Enfin, pour donner un peu plus d'ampleur au résultat, l'ouvreur de l'ASM passe un drop magistral de 40 mètres permettant à son équipe de pendre 10 points d'avance (6-16). C'est sur ce score que s'achève la première mi-temps largement dominée par les Auvergnats qui voient se dessiner les contours d'un immense exploit !
De retour sur le terrain, les joueurs du Munter tentent d'occuper le camp clermontois mais la défense jaune et bleu tient bon, faisant déjouer les Irlandais. Pourtant, ces derniers se montrent de plus en plus dangereux, commençant à récupérer des pénalités. Mais la défense clermontoise est infranchissable, ne laissant que des miettes à leurs homologues (9-13, 60e). Le jeu est cadenassé, la défense auvergnate prenant le pas sur l'attaque du Munster. Pourtant, ce sont les Irlandais qui finissent les plus forts en récupérant une touche à 5 mètres de l'en-but adverse. Mais, comme un symbole, Damien Chouly, exemplaire aujourd'hui, confisque le ballon aux Irlandais. La fin du match est sifflée sur cette action. Le score final est de 9-16.
L'ASM réussit l'exploit historique de s'imposer sur le terrain du Munster. Grâce à une défense de fer et un réalisme implacable, les Clermontois décrochent une précieuse victoire qui leur permet de remonter à la 1re place de la poule.

## Calendrier[48]
| Date du match     | Domicile          | Extérieur          | Score (bonus)     | Lieu du match                            | Catégorie                                       | Classement |
| 1er août 2014     | ASM Clermont      | Montpellier HR     | 35 - 19           | Stade Edmond de Villiers, Saint-Affrique | Amical (Challenge Vaquerin)                     | -          |
| 8 août 2014       | ASM Clermont      | Connacht Rugby     | 42 - 7            | Complexe J.Lavédrine, Issoire            | Amical                                          | -          |
| 16 août 2014      | ASM Clermont      | FC Grenoble        | 30 - 26 (BD)      | Stade Marcel-Michelin                    | 1re journée de Top 14                           | 4e         |
| 23 août 2014      | CA Brive          | ASM Clermont       | 6 - 21            | Stade Amédée-Domenech                    | 2e journée de Top 14                            | 3e         |
| 29 août 2014      | ASM Clermont      | Montpellier HR     | (BD) 20 - 21      | Stade Marcel-Michelin                    | 3e journée de Top 14                            | 4e         |
| 6 septembre 2014  | ASM Clermont      | Racing Métro 92    | (BO) 32 - 6       | Stade Marcel-Michelin                    | 4e journée de Top 14                            | 2e         |
| 13 septembre 2014 | Stade toulousain  | ASM Clermont       | (BD) 9 - 13       | Stade Ernest-Wallon                      | 5e journée de Top 14                            | 1e         |
| 20 septembre 2014 | ASM Clermont      | Lyon OU            | (BO) 43 - 12      | Stade Marcel-Michelin                    | 6e journée de Top 14                            | 1e         |
| 27 septembre 2014 | US Oyonnax        | ASM Clermont       | 8 - 19            | Stade Charles-Mathon                     | 7e journée de Top 14                            | 1e         |
| 4 octobre 2014    | Bordeaux Bègles   | ASM Clermont       | (BO) 51 - 21      | Stade Jacques-Chaban-Delmas              | 8e journée de Top 14                            | 2e         |
| 11 octobre 2014   | ASM Clermont      | Stade rochelais    | 30 - 10           | Stade Marcel-Michelin                    | 9e journée de Top 14                            | 1e         |
| 18 octobre 2014   | Saracens          | ASM Clermont       | (BO) 30 - 23 (BD) | Allianz Park                             | 1re journée de European Rugby Champions Cup     | 4e         |
| 26 octobre 2014   | ASM Clermont      | Sale Sharks        | (BO) 35 - 3       | Stade Marcel-Michelin                    | 2e journée de European Rugby Champions Cup      | 2e         |
| 1er novembre 2014 | Aviron bayonnais  | ASM Clermont       | 24 - 13           | Stade Jean Dauger                        | 10e journée de Top 14                           | 2e         |
| 8 novembre 2014   | ASM Clermont      | Stade français     | (BO) 51 - 9       | Stade Marcel-Michelin                    | 11e journée de Top 14                           | 1e         |
| 29 novembre 2014  | RC Toulon         | ASM Clermont       | 27 - 19           | Allianz Riviera                          | 12e journée de Top 14                           | 2e         |
| 6 décembre 2014   | Munster Rugby     | ASM Clermont       | (BD) 9 - 16       | Thomond Park                             | 3e journée de European Rugby Champions Cup      | 1e         |
| 14 décembre 2014  | ASM Clermont      | Munster Rugby      | 26 - 19 (BD)      | Stade Marcel-Michelin                    | 4e journée de European Rugby Champions Cup      | 1e         |
| 20 décembre 2014  | ASM Clermont      | Castres olympique  | 19 - 10           | Stade Marcel-Michelin                    | 13e journée de Top 14                           | 2e         |
| 28 décembre 2014  | Lyon OU           | ASM Clermont       | 16 - 13 (BD)      | Matmut Stadium                           | 14e journée de Top 14                           | 3e         |
| 4 janvier 2015    | ASM Clermont      | Stade toulousain   | 24 - 6            | Stade Marcel-Michelin                    | 15e journée de Top 14                           | 1e         |
| 10 janvier 2015   | ASM Clermont      | CA Brive           | (BO) 44 - 20      | Stade Marcel-Michelin                    | 16e journée de Top 14                           | 1e         |
| 17 janvier 2015   | Sale Sharks       | ASM Clermont       | 13 - 22           | AJ Bell Stadium                          | 5e journée de European Rugby Champions Cup      | 1e         |
| 25 janvier 2015   | ASM Clermont      | Saracens           | 18 - 6            | Stade Marcel-Michelin                    | 6e journée de European Rugby Champions Cup      | 1e         |
| 31 janvier 2015   | Stade rochelais   | ASM Clermont       | 16 - 12 (BD)      | Stade Marcel-Deflandre                   | 17e journée de Top 14                           | 3e         |
| 21 février 2015   | Racing Métro 92   | ASM Clermont       | 13 - 13           | Stade olympique Yves-du-Manoir           | 18e journée de Top 14                           | 1e         |
| 7 mars 2015       | ASM Clermont      | Aviron bayonnais   | 28 - 16           | Stade Marcel-Michelin                    | 19e journée de Top 14                           | 2e         |
| 13 mars 2015      | ASM Clermont      | Bordeaux Bègles    | 31 - 23           | Stade Marcel-Michelin                    | 20e journée de Top 14                           | 2e         |
| 28 mars 2015      | Stade français    | ASM Clermont       | 40 - 26           | Stade Jean-Bouin                         | 21e journée de Top 14                           | 2e         |
| 4 avril 2015      | ASM Clermont      | Northampton Saints | 37 - 5            | Stade Marcel-Michelin                    | Quart de finale de European Rugby Champions Cup | Qualifié   |
| 11 avril 2015     | ASM Clermont      | US Oyonnax         | (BD) 10 - 11      | Stade Marcel-Michelin                    | 22e journée de Top 14                           | 2e         |
| 18 avril 2015     | ASM Clermont      | Saracens           | 13 - 9            | Stade Geoffroy-Guichard                  | Demi-finale de European Rugby Champions Cup     | Qualifié   |
| 25 avril 2015     | Castres olympique | ASM Clermont       | (BO) 31 - 10      | Stade Pierre-Antoine                     | 23e journée de Top 14                           | 2e         |
| 2 mai 2015        | ASM Clermont      | RC Toulon          | 18 - 24           | Stade de Twickenham                      | Finale de European Rugby Champions Cup          | Perdue     |
| 9 mai 2015        | FC Grenoble       | ASM Clermont       | 17 - 37 (BO)      | Stade des Alpes                          | 24e journée de Top 14                           | 2e         |
| 17 mai 2015       | ASM Clermont      | RC Toulon          | 22 - 19 (BD)      | Stade Marcel-Michelin                    | 25e journée de Top 14                           | 2e         |
| 23 mai 2015       | Montpellier HR    | ASM Clermont       | 17 - 29           | Altrad Stadium                           | 26e journée de Top 14                           | 2e         |
| 6 juin 2015       | ASM Clermont      | Stade toulousain   | 18 - 14           | Nouveau stade de Bordeaux                | Demi-finale de Top 14                           | Qualifié   |
| 13 juin 2015      | ASM Clermont      | Stade français     | 6 - 12            | Stade de France                          | Finale de Top 14                                | Perdue     |

## Statistiques

### Statistiques collectives

#### Classement Top 14
| Rang | Club                  | J  | V  | N | D  | Em | Ee | Bo | Bd | Pm  | Pe  | Diff | Pts |
| ---- | --------------------- | -- | -- | - | -- | -- | -- | -- | -- | --- | --- | ---- | --- |
| 1    | RC Toulon T           | 26 | 16 | 0 | 10 | 81 | 52 | 7  | 5  | 740 | 525 | +215 | 76  |
| 2    | ASM Clermont          | 26 | 16 | 1 | 9  | 58 | 40 | 5  | 4  | 630 | 464 | +166 | 75  |
| 3    | Stade toulousain      | 26 | 16 | 0 | 10 | 53 | 37 | 3  | 3  | 573 | 504 | +69  | 70  |
| 4    | Stade français Paris  | 26 | 15 | 1 | 10 | 60 | 54 | 6  | 2  | 591 | 576 | +15  | 70  |
| 5    | Racing 92             | 26 | 13 | 3 | 10 | 52 | 37 | 3  | 4  | 551 | 497 | +54  | 65  |
| 6    | Oyonnax Rugby         | 26 | 14 | 0 | 12 | 37 | 43 | 2  | 4  | 514 | 507 | +7   | 62  |
| 7    | Union Bordeaux Bègles | 26 | 12 | 0 | 14 | 66 | 45 | 4  | 9  | 701 | 578 | +123 | 61  |
| 8    | Montpellier HR        | 26 | 11 | 2 | 13 | 44 | 46 | 2  | 5  | 537 | 516 | +21  | 55  |
| 9    | Stade rochelais P     | 26 | 10 | 5 | 11 | 43 | 67 | 2  | 2  | 520 | 659 | -139 | 54  |
| 10   | CA Brive              | 26 | 12 | 0 | 14 | 40 | 66 | 3  | 2  | 502 | 619 | -117 | 53  |
| 11   | FC Grenoble           | 26 | 11 | 0 | 15 | 54 | 70 | 3  | 6  | 626 | 735 | -109 | 53  |
| 12   | Castres olympique     | 26 | 11 | 0 | 15 | 50 | 63 | 4  | 4  | 509 | 626 | -117 | 52  |
| 13   | Aviron bayonnais      | 26 | 10 | 1 | 15 | 44 | 46 | 5  | 5  | 552 | 548 | +4   | 52  |
| 14   | Lyon OU P             | 26 | 8  | 1 | 17 | 42 | 58 | 0  | 7  | 469 | 630 | -161 | 41  |

T = Tenant du titre
P = Promu

#### Classement European Rugby Champions Cup
| Rang | Équipe       | J | V | N | D | Em | Ee | Bo | Bd | Pm  | Pe  | Diff | Pts |
| ---- | ------------ | - | - | - | - | -- | -- | -- | -- | --- | --- | ---- | --- |
| 1    | ASM Clermont | 6 | 5 | 0 | 1 | 14 | 6  | 1  | 1  | 140 | 80  | +60  | 22  |
| 2    | Saracens     | 6 | 4 | 0 | 2 | 12 | 10 | 1  | 0  | 119 | 95  | +24  | 17  |
| 3    | Munster      | 6 | 3 | 0 | 3 | 15 | 11 | 1  | 2  | 144 | 114 | +30  | 15  |
| 4    | Sale Sharks  | 6 | 0 | 0 | 6 | 8  | 22 | 0  | 2  | 82  | 196 | -114 | 2   |

### Statistiques individuelles
Nota : les différents sigles signifient : TJ = temps de jeu, Tit. = titulaire, Rem. = remplaçant, E = essai, T = transformation, P = pénalité, D = drop, Pts = points, CJ = carton jaune, CR = carton rouge
| Joueur / Épreuve      | Poste            | Top 14 | Top 14 | Top 14 | Top 14 | Top 14 | Top 14 | Top 14 | Top 14 | Top 14 | Top 14 | - | Coupe d'Europe | Coupe d'Europe | Coupe d'Europe | Coupe d'Europe | Coupe d'Europe | Coupe d'Europe | Coupe d'Europe | Coupe d'Europe | Coupe d'Europe | Coupe d'Europe | - | TOTAL | TOTAL | TOTAL | TOTAL | TOTAL | TOTAL | TOTAL | TOTAL | TOTAL | TOTAL |
| Joueur / Épreuve      | Poste            | TJ     | Tit.   | Rem.   | E      | T      | P      | D      | Pts    | CJ     | CR     | - | TJ             | Tit.           | Rem.           | E              | T              | P              | D              | Pts            | CJ             | CR             | - | TJ    | Tit.  | Rem.  | E     | T     | P     | D     | Pts   | CJ    | CR    |
| Nick Abendanon        | Arrière          | 398    | 5      | 1      | 0      | 0      | 0      | 0      | 0      | 1      | 0      | - | 160            | 2              | 0              | 1              | 0              | 0              | 0              | 5              | 0              | 0              | - | 0     | 0     | 0     | 0     | 0     | 0     | 0     | 0     | 0     | 0     |
| Julien Bardy          | 3e ligne aile    | 303    | 5      | 0      | 2      | 0      | 0      | 0      | 10     | 0      | 0      | - | 10             | 0              | 1              | 0              | 0              | 0              | 0              | 0              | 0              | 0              | - | 0     | 0     | 0     | 0     | 0     | 0     | 0     | 0     | 0     | 0     |
| Julien Bonnaire       | 3e ligne centre  | 403    | 5      | 2      | 0      | 0      | 0      | 0      | 0      | 0      | 0      | - | 160            | 2              | 0              | 0              | 0              | 0              | 0              | 0              | 0              | 0              | - | 0     | 0     | 0     | 0     | 0     | 0     | 0     | 0     | 0     | 0     |
| Jean-Marcellin Buttin | Arrière          | 389    | 5      | 0      | 0      | 0      | 0      | 0      | 0      | 0      | 0      | - | 0              | 0              | 0              | 0              | 0              | 0              | 0              | 0              | 0              | 0              | - | 0     | 0     | 0     | 0     | 0     | 0     | 0     | 0     | 0     | 0     |
| Raphaël Chaume        | Pilier           | 292    | 3      | 5      | 0      | 0      | 0      | 0      | 0      | 0      | 0      | - | 10             | 0              | 1              | 0              | 0              | 0              | 0              | 0              | 0              | 0              | - | 0     | 0     | 0     | 0     | 0     | 0     | 0     | 0     | 0     | 0     |
| Damien Chouly         | 3e ligne centre  | 480    | 6      | 0      | 1      | 0      | 0      | 0      | 5      | 0      | 0      | - | 80             | 1              | 0              | 0              | 0              | 0              | 0              | 0              | 0              | 0              | - | 0     | 0     | 0     | 0     | 0     | 0     | 0     | 0     | 0     | 0     |
| Jamie Cudmore         | 2e ligne         | 452    | 6      | 2      | 1      | 0      | 0      | 0      | 5      | 1      | 0      | - | 144            | 2              | 0              | 0              | 0              | 0              | 0              | 0              | 0              | 0              | - | 0     | 0     | 0     | 0     | 0     | 0     | 0     | 0     | 0     | 0     |
| Jonathan Davies       | Centre           | 463    | 6      | 0      | 0      | 0      | 0      | 0      | 0      | 0      | 0      | - | 15             | 1              | 0              | 0              | 0              | 0              | 0              | 0              | 0              | 0              | - | 0     | 0     | 0     | 0     | 0     | 0     | 0     | 0     | 0     | 0     |
| Vincent Debaty        | Pilier           | 219    | 3      | 4      | 0      | 0      | 0      | 0      | 0      | 0      | 0      | - | 27             | 0              | 1              | 0              | 0              | 0              | 0              | 0              | 0              | 0              | - | 0     | 0     | 0     | 0     | 0     | 0     | 0     | 0     | 0     | 0     |
| Mike Delany           | Demi d'ouverture | 39     | 0      | 4      | 0      | 0      | 0      | 0      | 0      | 0      | 0      | - | 0              | 0              | 0              | 0              | 0              | 0              | 0              | 0              | 0              | 0              | - | 0     | 0     | 0     | 0     | 0     | 0     | 0     | 0     | 0     | 0     |
| Thomas Domingo        | Pilier           | 288    | 4      | 1      | 0      | 0      | 0      | 0      | 0      | 0      | 0      | - | 123            | 2              | 0              | 0              | 0              | 0              | 0              | 0              | 0              | 0              | - | 0     | 0     | 0     | 0     | 0     | 0     | 0     | 0     | 0     | 0     |
| Wesley Fofana         | Centre           | 298    | 3      | 1      | 0      | 0      | 0      | 0      | 0      | 0      | 0      | - | 160            | 2              | 0              | 0              | 0              | 0              | 0              | 0              | 0              | 0              | - | 0     | 0     | 0     | 0     | 0     | 0     | 0     | 0     | 0     | 0     |
| Zac Guildford         | Ailier           | 402    | 5      | 1      | 0      | 0      | 0      | 0      | 0      | 1      | 0      | - | 80             | 1              | 0              | 2              | 0              | 0              | 0              | 10             | 0              | 0              | - | 0     | 0     | 0     | 0     | 0     | 0     | 0     | 0     | 0     | 0     |
| Loïc Jacquet          | 2e ligne         | 361    | 4      | 4      | 0      | 0      | 0      | 0      | 0      | 1      | 0      | - | 70             | 1              | 1              | 0              | 0              | 0              | 0              | 0              | 0              | 0              | - | 0     | 0     | 0     | 0     | 0     | 0     | 0     | 0     | 0     | 0     |
| Brock James           | Demi d'ouverture | 412    | 5      | 4      | 0      | 6      | 16     | 0      | 60     | 0      | 0      | - | 0              | 0              | 2              | 0              | 0              | 0              | 0              | 0              | 0              | 0              | - | 0     | 0     | 0     | 0     | 0     | 0     | 0     | 0     | 0     | 0     |
| Paul Jedrasiak        | 2e ligne         | 17     | 0      | 2      | 0      | 0      | 0      | 0      | 0      | 0      | 0      | - | 0              | 0              | 0              | 0              | 0              | 0              | 0              | 0              | 0              | 0              | - | 0     | 0     | 0     | 0     | 0     | 0     | 0     | 0     | 0     | 0     |
| Benjamin Kayser       | Talonneur        | 335    | 5      | 0      | 1      | 0      | 0      | 0      | 5      | 0      | 0      | - | 150            | 2              | 0              | 0              | 0              | 0              | 0              | 0              | 0              | 0              | - | 0     | 0     | 0     | 0     | 0     | 0     | 0     | 0     | 0     | 0     |
| Julien Kazubek        | 3e ligne aile    | 0      | 0      | 0      | 0      | 0      | 0      | 0      | 0      | 0      | 0      | - | 0              | 0              | 0              | 0              | 0              | 0              | 0              | 0              | 0              | 0              | - | 0     | 0     | 0     | 0     | 0     | 0     | 0     | 0     | 0     | 0     |
| Viktor Kolelishvili   | 3e ligne aile    | 354    | 4      | 4      | 0      | 0      | 0      | 0      | 0      | 0      | 0      | - | 0              | 0              | 1              | 0              | 0              | 0              | 0              | 0              | 0              | 0              | - | 0     | 0     | 0     | 0     | 0     | 0     | 0     | 0     | 0     | 0     |
| Daniel Kotze          | Pilier           | 275    | 2      | 7      | 0      | 0      | 0      | 0      | 0      | 0      | 0      | - | 10             | 0              | 1              | 0              | 0              | 0              | 0              | 0              | 0              | 0              | - | 0     | 0     | 0     | 0     | 0     | 0     | 0     | 0     | 0     | 0     |
| Thierry Lacrampe      | Demi de mêlée    | 169    | 1      | 4      | 2      | 0      | 0      | 0      | 10     | 0      | 0      | - | 10             | 0              | 2              | 0              | 0              | 0              | 0              | 0              | 0              | 0              | - | 0     | 0     | 0     | 0     | 0     | 0     | 0     | 0     | 0     | 0     |
| Alexandre Lapandry    | 3e ligne aile    | 293    | 3      | 3      | 1      | 0      | 0      | 0      | 5      | 0      | 0      | - | 80             | 1              | 0              | 0              | 0              | 0              | 0              | 0              | 0              | 0              | - | 0     | 0     | 0     | 0     | 0     | 0     | 0     | 0     | 0     | 0     |
| Fritz Lee             | 3e ligne centre  | 487    | 6      | 1      | 2      | 0      | 0      | 0      | 10     | 0      | 0      | - | 150            | 2              | 0              | 0              | 0              | 0              | 0              | 0              | 0              | 0              | - | 0     | 0     | 0     | 0     | 0     | 0     | 0     | 0     | 0     | 0     |
| Camille Lopez         | Demi d'ouverture | 399    | 5      | 2      | 1      | 8      | 14     | 1      | 66     | 0      | 0      | - | 160            | 2              | 0              | 0              | 5              | 5              | 1              | 28             | 0              | 0              | - | 0     | 0     | 0     | 0     | 0     | 0     | 0     | 0     | 0     | 0     |
| Julien Malzieu        | Ailier           | 207    | 3      | 1      | 0      | 0      | 0      | 0      | 0      | 0      | 0      | - | 0              | 0              | 0              | 0              | 0              | 0              | 0              | 0              | 0              | 0              | - | 0     | 0     | 0     | 0     | 0     | 0     | 0     | 0     | 0     | 0     |
| Noa Nakaitaci         | Centre           | 484    | 7      | 0      | 0      | 0      | 0      | 0      | 0      | 0      | 0      | - | 160            | 2              | 0              | 0              | 0              | 0              | 0              | 0              | 0              | 0              | - | 0     | 0     | 0     | 0     | 0     | 0     | 0     | 0     | 0     | 0     |
| Napolioni Nalaga      | Ailier           | 560    | 7      | 0      | 2      | 0      | 0      | 0      | 10     | 0      | 0      | - | 80             | 1              | 0              | 2              | 0              | 0              | 0              | 10             | 0              | 0              | - | 0     | 0     | 0     | 0     | 0     | 0     | 0     | 0     | 0     | 0     |
| Morgan Parra          | Demi de mêlée    | 344    | 5      | 1      | 0      | 3      | 4      | 0      | 18     | 0      | 0      | - | 0              | 0              | 0              | 0              | 0              | 0              | 0              | 0              | 0              | 0              | - | 0     | 0     | 0     | 0     | 0     | 0     | 0     | 0     | 0     | 0     |
| Ti'i Paulo            | Talonneur        | 169    | 2      | 4      | 0      | 0      | 0      | 0      | 0      | 0      | 0      | - | 10             | 0              | 1              | 0              | 0              | 0              | 0              | 0              | 0              | 0              | - | 0     | 0     | 0     | 0     | 0     | 0     | 0     | 0     | 0     | 0     |
| Julien Pierre         | 2e ligne         | 294    | 4      | 1      | 0      | 0      | 0      | 0      | 0      | 0      | 0      | - | 0              | 0              | 0              | 0              | 0              | 0              | 0              | 0              | 0              | 0              | - | 0     | 0     | 0     | 0     | 0     | 0     | 0     | 0     | 0     | 0     |
| Ludovic Radosavljevic | Demi de mêlée    | 287    | 4      | 5      | 0      | 0      | 1      | 0      | 3      | 0      | 0      | - | 150            | 2              | 0              | 0              | 0              | 0              | 0              | 0              | 0              | 0              | - | 0     | 0     | 0     | 0     | 0     | 0     | 0     | 0     | 0     | 0     |
| Clément Ric           | Pilier           | 221    | 4      | 2      | 1      | 0      | 0      | 0      | 5      | 0      | 0      | - | 118            | 1              | 1              | 0              | 0              | 0              | 0              | 0              | 0              | 0              | - | 0     | 0     | 0     | 0     | 0     | 0     | 0     | 0     | 0     | 0     |
| Aurélien Rougerie     | Centre           | 434    | 6      | 1      | 3      | 0      | 0      | 0      | 15     | 0      | 0      | - | 137            | 1              | 1              | 1              | 0              | 0              | 0              | 5              | 0              | 0              | - | 0     | 0     | 0     | 0     | 0     | 0     | 0     | 0     | 0     | 0     |
| Benson Stanley        | Centre           | 258    | 3      | 3      | 1      | 0      | 0      | 0      | 5      | 1      | 0      | - | 8              | 0              | 1              | 0              | 0              | 0              | 0              | 0              | 0              | 0              | - | 0     | 0     | 0     | 0     | 0     | 0     | 0     | 0     | 0     | 0     |
| Uwa Tawalo            | Ailier           | 33     | 0      | 2      | 0      | 0      | 0      | 0      | 0      | 0      | 0      | - | 0              | 0              | 0              | 0              | 0              | 0              | 0              | 0              | 0              | 0              | - | 0     | 0     | 0     | 0     | 0     | 0     | 0     | 0     | 0     | 0     |
| John Ulugia           | Talonneur        | 300    | 3      | 6      | 1      | 0      | 0      | 0      | 5      | 0      | 0      | - | 0              | 0              | 1              | 0              | 0              | 0              | 0              | 0              | 0              | 0              | - | 0     | 0     | 0     | 0     | 0     | 0     | 0     | 0     | 0     | 0     |
| Sébastien Vahaamahina | 2e ligne         | 466    | 6      | 1      | 0      | 0      | 0      | 0      | 0      | 0      | 0      | - | 106            | 1              | 1              | 0              | 0              | 0              | 0              | 0              | 0              | 0              | - | 0     | 0     | 0     | 0     | 0     | 0     | 0     | 0     | 0     | 0     |
| Peceli Yato           | 3e ligne centre  | 80     | 1      | 0      | 0      | 0      | 0      | 0      | 0      | 0      | 0      | - | 0              | 0              | 0              | 0              | 0              | 0              | 0              | 0              | 0              | 0              | - | 0     | 0     | 0     | 0     | 0     | 0     | 0     | 0     | 0     | 0     |
| Davit Zirakashvili    | Pilier           | 295    | 4      | 1      | 1      | 0      | 0      | 0      | 5      | 1      | 0      | - | 32             | 1              | 0              | 0              | 0              | 0              | 0              | 0              | 0              | 0              | - | 0     | 0     | 0     | 0     | 0     | 0     | 0     | 0     | 0     | 0     |

## Statistiques Top 14

### Meilleur réalisateur
| Rang | Joueur                | Poste            | Points | Essais | Transf. | Pén. | Drops | % de réussite |
| ---- | --------------------- | ---------------- | ------ | ------ | ------- | ---- | ----- | ------------- |
| 1    | Brock James           | Demi d'ouverture | 145    | -      | 17      | 36   | 1     | 67,95         |
| 2    | Camille Lopez         | Demi d'ouverture | 110    | 1      | 15      | 24   | 1     | 75            |
| 3    | Morgan Parra          | Demi de mêlée    | 67     | 1      | 7       | 16   | -     | 69,7          |
| 4    | Mike Delany           | Demi d'ouverture | 40     | -      | 5       | 10   | -     | 93,75         |
| 5    | Ludovic Radosavljevic | Demi de mêlée    | 17     | 1      | -       | 4    | -     | 66,67         |

### Meilleur marqueur
| Rang | Joueur                | Poste                  | Essais |
| ---- | --------------------- | ---------------------- | ------ |
| 1    | Napolioni Nalaga      | Ailier                 | 8      |
| 2    | Peceli Yato           | Troisième ligne centre | 7      |
| 3    | Fritz Lee             | Troisième ligne centre | 6      |
| 4    | Aurélien Rougerie     | Centre                 | 5      |
| 5    | Noa Nakaitaci         | Ailier                 | 3      |
| -    | Wesley Fofana         | Centre                 | 3      |
| 7    | Julien Bardy          | Troisième ligne aile   | 2      |
| -    | Thierry Lacrampe      | Demi de mêlée          | 2      |
| -    | Benjamin Kayser       | Talonneur              | 2      |
| -    | John Ulugia           | Talonneur              | 2      |
| -    | Jean-Marcellin Buttin | Arrière                | 2      |

## Statistiques European Rugby Champion Cup

### Meilleur réalisateur
| Rang | Joueur        | Poste            | Points | Essais | Transf. | Pén. | Drops |
| ---- | ------------- | ---------------- | ------ | ------ | ------- | ---- | ----- |
| 1    | Camille Lopez | Demi d'ouverture | 75     | -      | 9       | 17   | 2     |
| 2    | Brock James   | Demi d'ouverture | 28     | -      | 5       | 6    | -     |

### Meilleur marqueur
| Rang | Joueur            | Poste                  | Essais |
| ---- | ----------------- | ---------------------- | ------ |
| 1    | Nick Abendanon    | Arrière                | 4      |
| -    | Wesley Fofana     | Centre                 | 4      |
| 3    | Noa Nakaitaci     | Ailier                 | 3      |
| 4    | Zac Guildford     | Ailier                 | 2      |
| -    | Napolioni Nalaga  | Ailier                 | 2      |
| -    | Damien Chouly     | Troisième ligne centre | 2      |
| -    | Fritz Lee         | Troisième ligne centre | 2      |
| 8    | Vincent Debaty    | Pilier                 | 1      |
| -    | Aurélien Rougerie | Centre                 | 1      |

## Sélections internationales
Pour disputer la tournée de novembre avec l'Équipe de France, Philippe Saint-André appelle cinq clermontois : Damien Chouly, Wesley Fofana, Benjamin Kayser, Camille Lopez et Sébastien Vahaamahina.
Le XV de France débute par un match contre les Fidji que les "bleus" remportent 40-15. Durant la rencontre, Camille Lopez, associé au toulonnais Sébastien Tillous-Borde à la charnière, inscrit 13 points (3 pénalités et 2 transformations) avec 62,5 % de réussite au pied (5/8). Wesley Fofana, quant à lui, inscrit son 10e essai sous le maillot bleu après s'être longtemps heurté à la défense adverse. Benjamin Kayser, entré en cours de jeu, s'est montré plutôt à l'aise dans ses lancers en touche et disponible dans le jeu. Enfin, Damien Chouly signe une prestation plus quelconque avec deux pénalités concédées et 14 mètres gagnés ballon en main. Pour ce premier match, le XV de France s'impose 40-15.
Pour leur deuxième match dans cette tournée, les "bleus" viennent à bout de l'Australie (29-26). Camille Lopez, en réussite, inscrit 16 points (4 pénalités, 2 transformations) avec 85,7 % de réussite (6/7). Wesley Fofana signe une prestation discrète mais propre tout comme Damien Chouly. Enfin, Sébastien Vahaamahina et Benjamin Kayser, rentrés en cours de jeu respectivement à la place de Pascal Papé et de Guilhem Guirado, ont bien géré la fin de match.
Pour finir, l'équipe de France dispute son troisième et dernier match contre l'Argentine. Contre toute attente les "bleus" perdent sur le score de 13-18. Camille Lopez inscrit 5 points (1 pénalité et 1 transformation). Wesley Fofana se signale par ses huit défenseurs battus et par son essai, le seul du match. De son côté, Sébastien Vahaamahina s'est bien démené en défense (12 plaquages) mais son influence offensive pourrait être améliorée. Damien Chouly s'est distingué sur son point fort : la touche (7 lancers captés dont 1 sur lancer adverse) mais a un peu souffert sur le combat physique imposé par les argentins. Enfin, Benjamin Kayser a bien défendu (9 plaquages réussis sur 9) mais il n'a pas mis les "bleus" dans l'avancée.
Du côté des joueurs étrangers, Jonathan Davies connaît deux titularisations pour le Pays de Galles contre la Nouvelle-Zélande (défaite 16-34) et l'Afrique du Sud (victoire 12-6). Jamie Cudmore est titularisé deux fois avec le Canada contre les Samoa (défaite 13-23) et la Roumanie (défaite 18-9). Ti'i Paulo, quant à lui, joue deux matchs pour les Samoa en tant que titulaire contre l'Italie (défaite 23-14) et l'Angleterre (défaite 28-9). Enfin, Viktor Kolelishvili est titularisé trois fois pour la Géorgie contre les Tonga (défaite 9-23), l'Irlande (défaite 49-7) et contre le Japon (victoire 35-24). Pendant le match face à l'Irlande, ce dernier se rend coupable d'un geste déplacé et dangereux : le troisième ligne géorgien marche sur un irlandais en lui mettant ses crampons dans l'œil.
| Joueur                | Poste                  | Pays           | Compétition                          | Sélections (points) |
| --------------------- | ---------------------- | -------------- | ------------------------------------ | ------------------- |
| Damien Chouly         | Troisième ligne centre | France         | Test matchs, Tournoi des Six Nations | 5 (0)               |
| Wesley Fofana         | Centre                 | France         | Test matchs, Tournoi des Six Nations | 5 (10)              |
| Benjamin Kayser       | Talonneur              | France         | Test matchs, Tournoi des Six Nations | 5 (0)               |
| Camille Lopez         | Demi d'ouverture       | France         | Test matchs, Tournoi des Six Nations | 5 (55)              |
| Morgan Parra          | Demi de mêlée          | France         | Tournoi des Six Nations              | 2 (0)               |
| Sébastien Vahaamahina | Deuxième ligne         | France         | Test matchs                          | 2 (0)               |
| Vincent Debaty        | Pilier                 | France         | Tournoi des Six Nations              | 1 (0)               |
| Ti'i Paulo            | Talonneur              | Samoa          | Test matchs                          | 2 (0)               |
| Viktor Kolelishvili   | Troisième ligne centre | Géorgie        | Test matchs                          | 3 (0)               |
| Jamie Cudmore         | Deuxième ligne         | Canada         | Test matchs                          | 2 (0)               |
| Jonathan Davies       | Centre                 | Pays de Galles | Test matchs, Tournoi des Six Nations | 4 (5)               |